# Sagrada Família

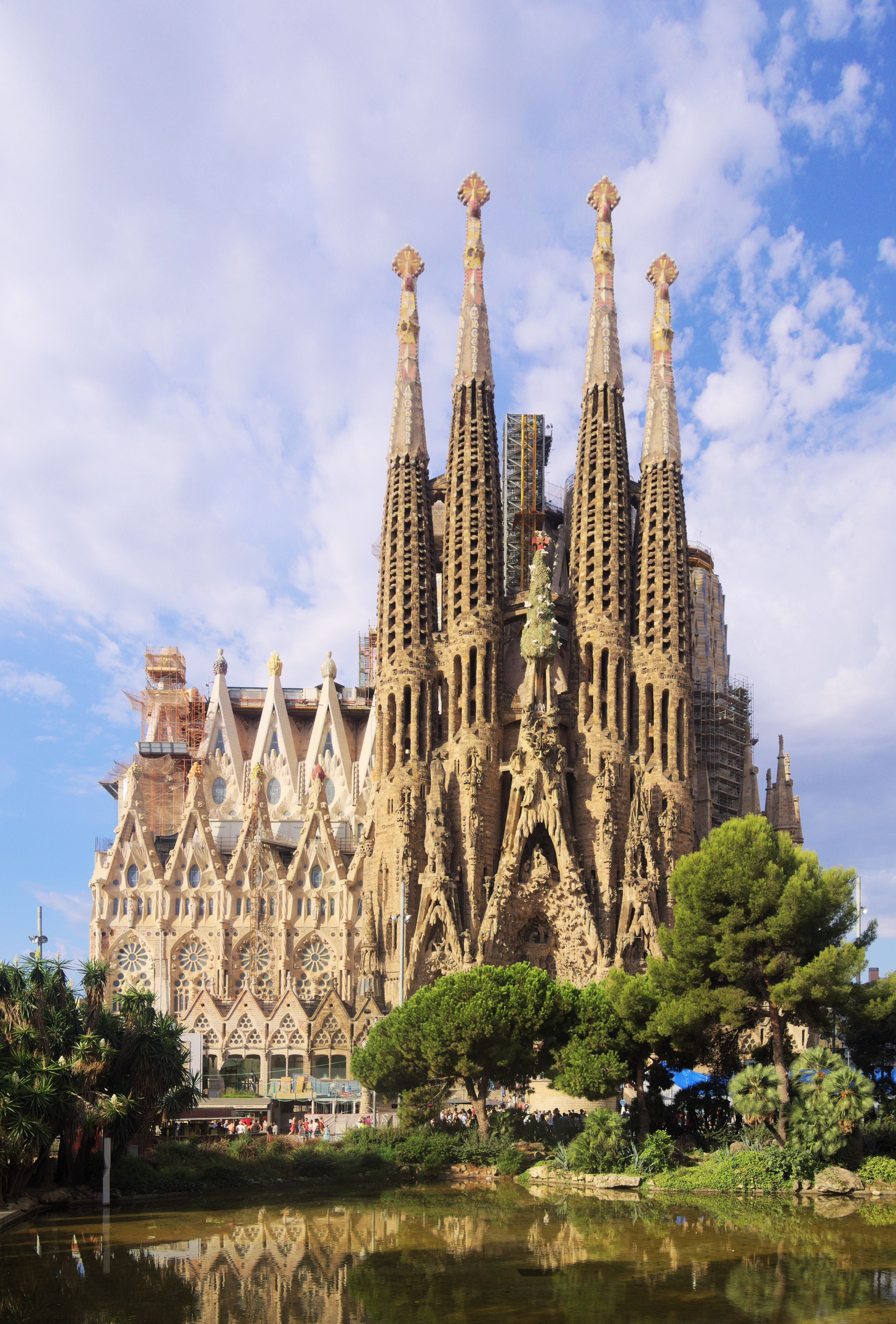
Sagrada Família, 2017, Christi-Geburts-Fassade

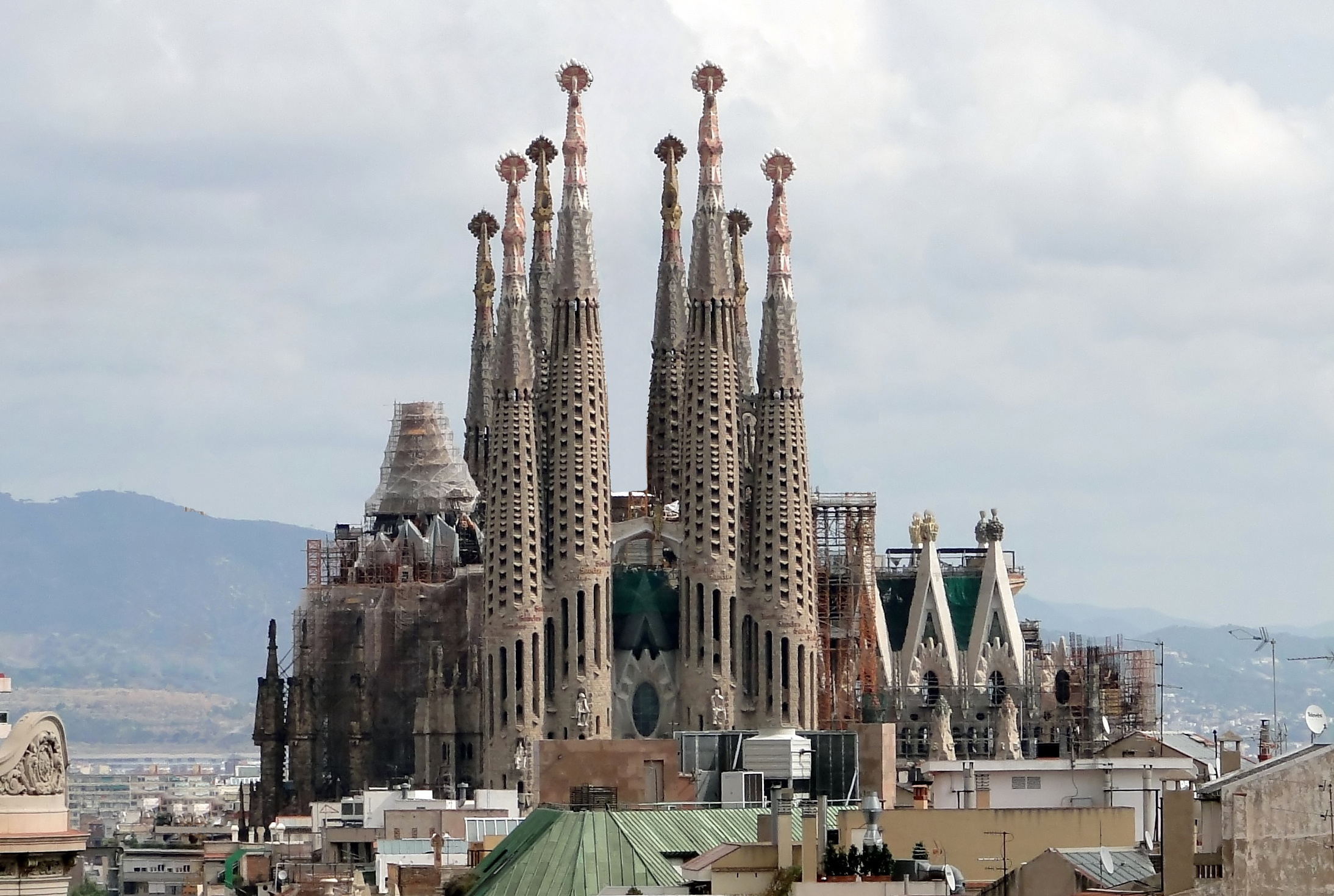
Sagrada Família, Blick auf die Passionsfassade, 2009;
die Baukräne wurden aus dem Bild retuschiert.

Die Sagrada Família (katalanisch [səˈɣɾaðə fəˈmiɫiə]; vollständige katalanische Bezeichnung Basílica i Temple Expiatori de la Sagrada Família, deutsch Basilika und Sühnetempel der Heiligen Familie) ist eine römisch-katholische Basilika des Modernisme in Barcelona und gilt als das Hauptwerk des katalanischen Baumeisters Antoni Gaudí. Ihr Bau wurde 1882 begonnen und dauert bis in die Gegenwart an. Das frühere Ziel, die Kirche bis zum 100. Todestag Gaudís im Jahre 2026 fertigzustellen, wird seit 2020 nicht mehr als realistisch angesehen. Vorausgesetzt, es gibt keine außerplanmäßigen Unterbrechungen, wird von einer Fertigstellung spätestens im Jahr 2033 ausgegangen.
Die UNESCO nahm 2005 die Geburtsfassade und die Krypta der Sagrada Família als Erweiterung des Weltkulturerbedenkmals Werke von Antoni Gaudí in ihre Liste des Weltkulturerbes auf. Am 7. November 2010 weihte Papst Benedikt XVI. die Kirche und erhob sie zugleich zu einer Basilica minor. Der Sakralbau steht nördlich der Altstadt im Stadtteil Eixample.

## Baugeschichte

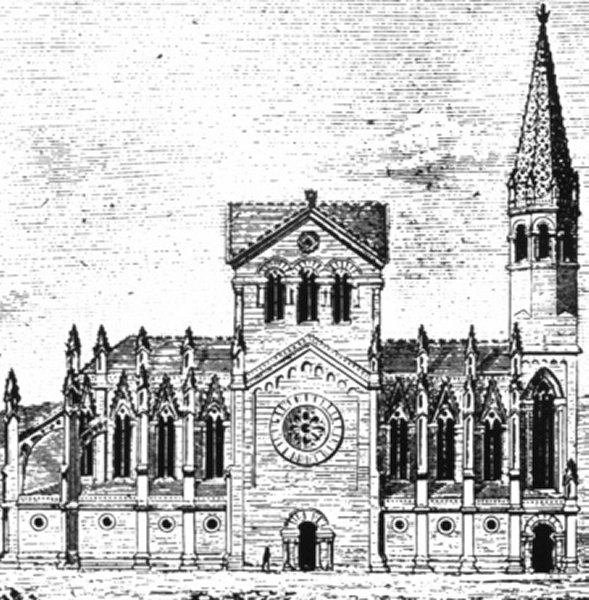
Neugotisches Projekt von Francisco de Paula del Villar y Lozano

### Vorgeschichte

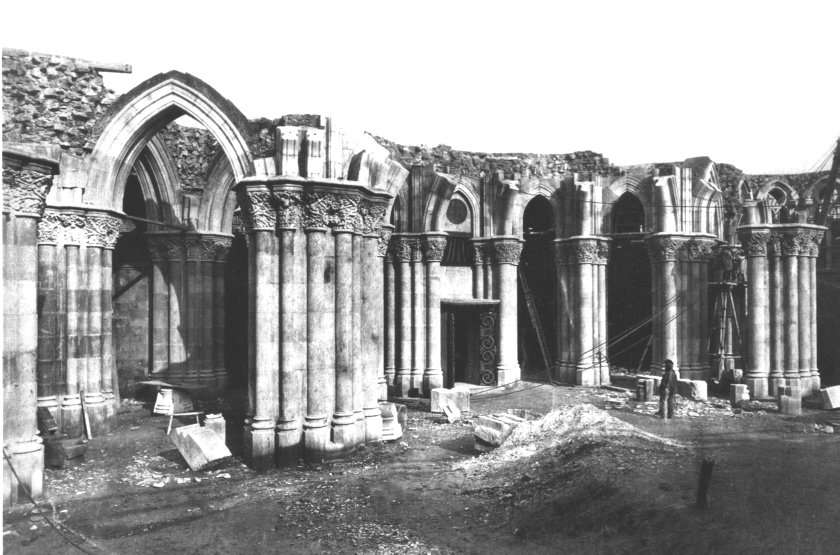
Die Krypta im Jahr 1886

Die Idee für den Bau zu Ehren der Heiligen Familie in Barcelona kam zuerst von Josep Maria Bocabella, einem ortsansässigen Besitzer einer religiösen Buchhandlung und Verfasser christlicher Schriften. 1866 gründete er die Associación Espiritual de Devotos de San José („Geistlicher Verein der Verehrer des Hl. Josef“). Zurückgekehrt von einer Italienreise und beeindruckt von den dortigen großen Kirchen beschloss er 1874, in seiner Stadt eine große, durch Spenden finanzierte Sühnekirche erbauen zu lassen. Aufgrund großzügiger Zuwendungen konnte der dafür gegründete Verein 1881 den Bauplatz der heutigen Kirche erwerben, eine Parzelle im Umfang eines ganzen Häuserblocks mit 12.800 m² Grundfläche im damals noch unbebauten Stadtteil Eixample. Der Architekt der Diözese, Francisco de Paula del Villar y Lozano, stellte sich als Planer zur Verfügung.

### 1882 bis 1893
Del Villar verwarf Bocabellas Idee, eine Replik der Basilika von Loreto, die in Italien steht, zu errichten, und entwarf eine schlichte dreischiffige Kirche ohne Besonderheiten, dem Geschmack der Zeit entsprechend im neuromanisch-neugotischen Stil mit einem mächtigen niedrigen Vierungs- und einem schlanken Fassadenturm.
Die Grundsteinlegung erfolgte am 19. März 1882, dem Gedenktag des heiligen Josef. Antoni Gaudí war bei der Grundsteinlegung anwesend. Er hatte als Student in del Villars Büro gearbeitet und war zum Zeitpunkt der Grundsteinlegung Mitarbeiter im Büro von Joan Martorell, das bei dem Projekt als Statiker mitwirkte. Ein Jahr nach dem Baubeginn kam es zum Zerwürfnis zwischen der Bauleitung und del Villar, sodass dieser zurücktrat. Das Projekt wurde Martorell angetragen, der ablehnte, da er am Zerwürfnis beteiligt gewesen war, und stattdessen seinen Mitarbeiter Gaudí vorschlug.
Gaudí baute die begonnene Krypta im Wesentlichen nach del Villars Plänen fertig, wobei die Gewölbe auf eine Überarbeitung Gaudís zurückzuführen sind. Mitte der 1880er-Jahre konnten erste Gottesdienste darin gefeiert werden; 1889 war die Krypta vollendet. Noch während des Baus der Krypta begann Gaudí, die Pläne für die Kirche grundlegend umzugestalten. Dazu legte er 1885 ein neues Gesamtkonzept mit gotischer Formensprache vor, in dem 18 Türme erkennbar sind, wenn auch in kleinerem Maßstab als beim endgültigen Konzept. Die 1893 fertiggestellte Außenwand der Apsis weist in der Bauhöhe über del Villars Projekt hinaus. Sie enthält neugotische Elemente, zeigt aber im eigenwilligen Umgang mit den gotischen Formen, den naturalistischen Wasserspeiern und den Fialenspitzen Gaudís Handschrift.

### 1894 bis 1926

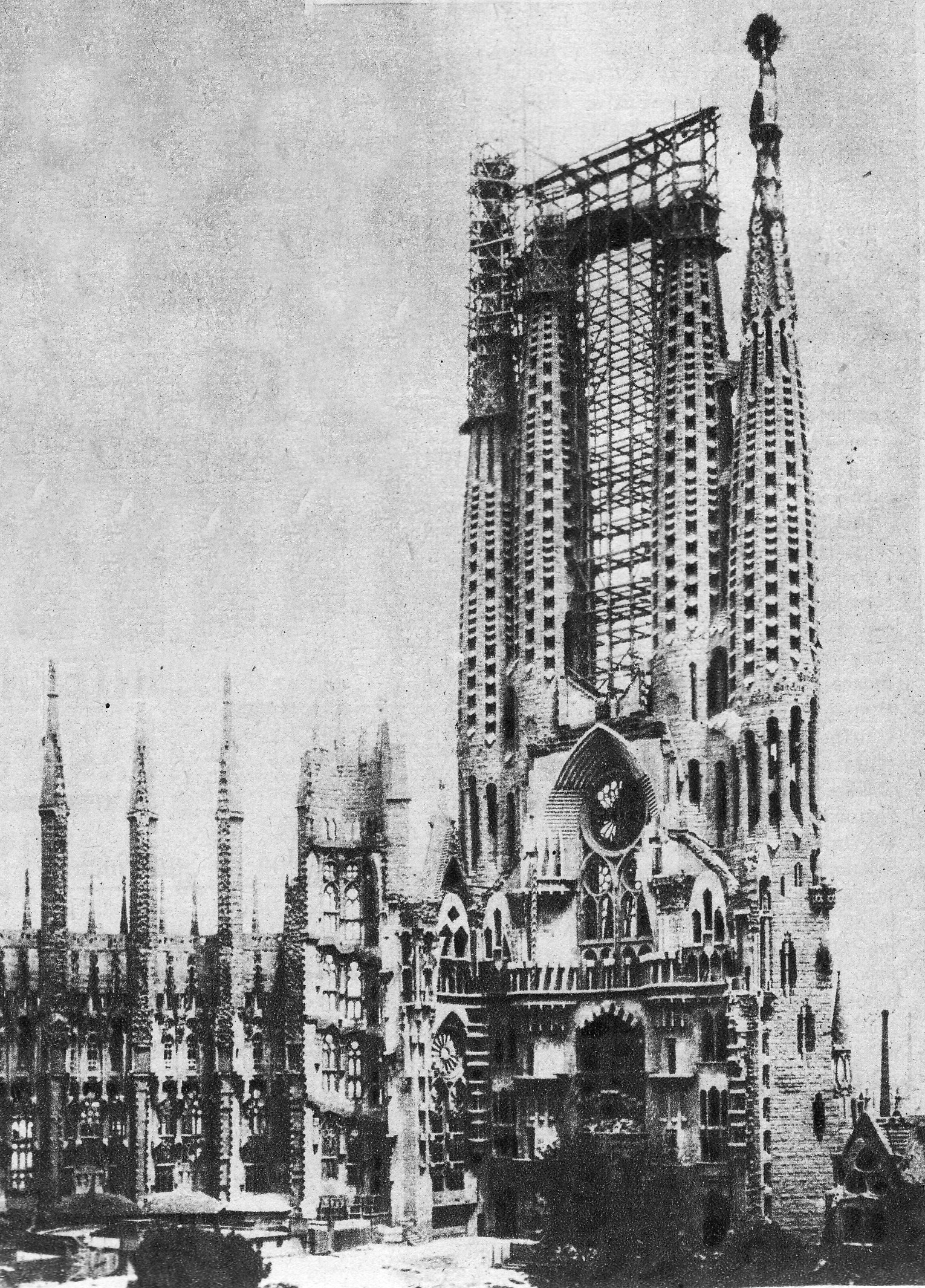
Die Sagrada Família im Jahr 1929

Kurz vor Beginn der Arbeiten an der Geburtsfassade sahen sich Bocabella und Gaudí durch eine große anonyme Spende in der Lage, die Pläne für die Kirche zu erweitern. Gaudí entwickelte daraufhin das Grundkonzept einer 18-türmigen und 5-schiffigen Basilika. Mit den Fundamentarbeiten für die viertürmige Fassade begann 1894 die Umsetzung des neuen Projekts.
Das Grundkonzept der Kirche wurde ab diesem Zeitpunkt beibehalten. Die Architektursprache erfuhr aber im Laufe der Zeit mehrere Veränderungen. Sämtliche Entwicklungsschritte, vom eigenwillig interpretierten gotischen und barocken Historismus über einen überschwänglichen katalanischen Modernisme bis hin zu Gaudís abstrakt-expressionistischem Spätstil, korrespondieren mit den Entwurfslösungen für die Kirche. So entstand der Plan für ein Bauwerk, dessen Grundriss, Raumaufteilung und Linienführung zwar auf die Gotik anspielen, aber darüber hinausgehen. Mit den erweiterten Plänen zeichnete sich ab, dass nicht mit einer baldigen Fertigstellung zu rechnen war: Gaudí arbeitete 43 Jahre an der Kirche, die letzten 15 Jahre ausschließlich.
Auf die Unmöglichkeit einer baldigen Fertigstellung angesprochen, antwortete Gaudí:

„Mein Kunde hat keine Eile.“

Damit spielte er vor allem auf Gott, aber auch auf die Baudirektion an.
Von den drei Fassaden fing Gaudí mit der Arbeit an der nach Nordosten ausgerichteten Geburtsfassade an. Vor seinem Tod 1926 konnte nur ein Turm dieser Fassade (dem Hl. Barnabas gewidmet) vollendet werden. Der Architekt hatte die Türme zuerst eckig bauen lassen, änderte dann den Plan und ließ die eckige Form mit kleinen Balkonen enden. In der oberen Hälfte wurden die Türme in runder Form weitergebaut. Das eckige untere Stück versteckte Gaudí hinter vier 14 Meter hohen Apostelstatuen.

### 1926 bis heute

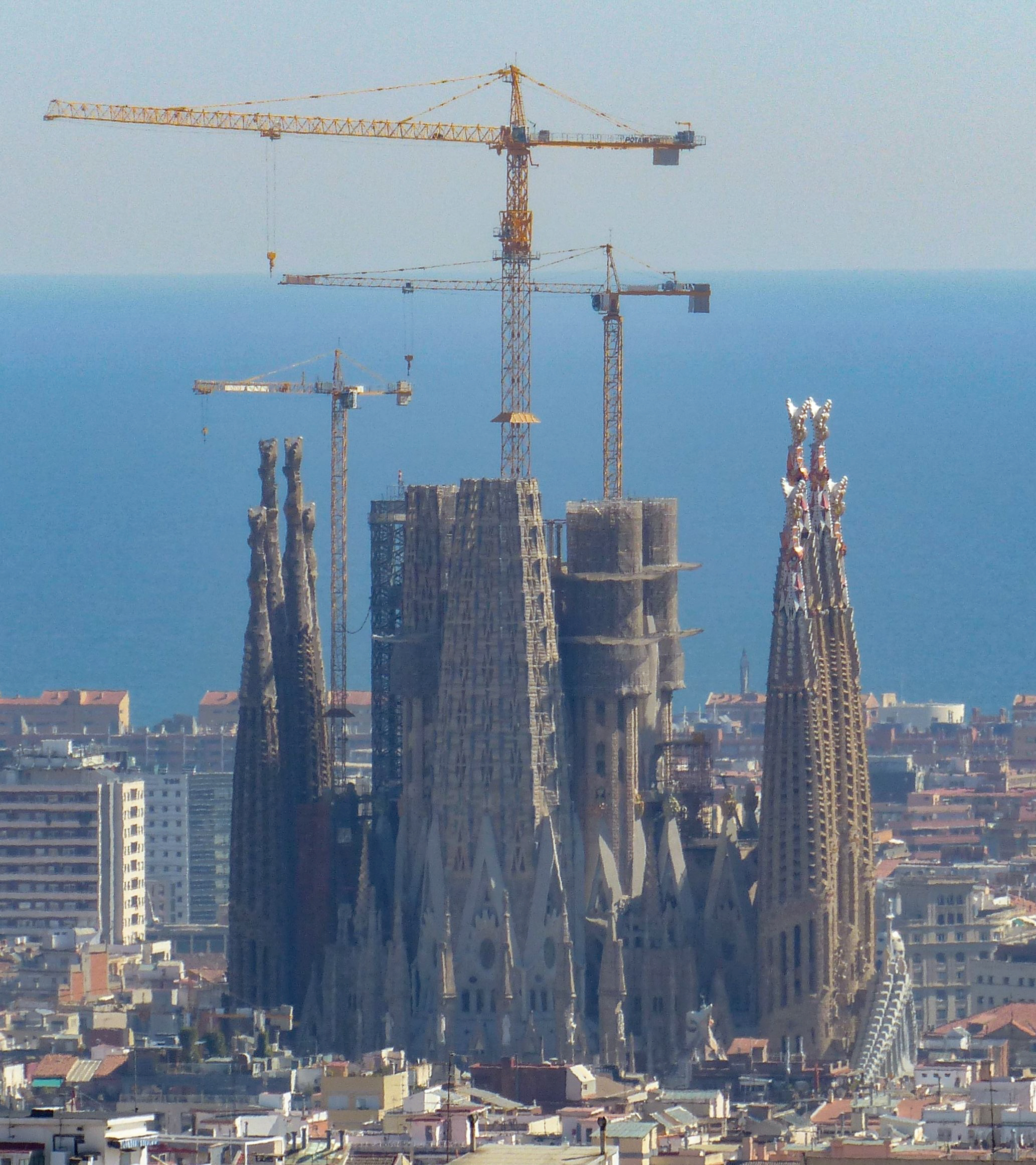
Baustand März 2019

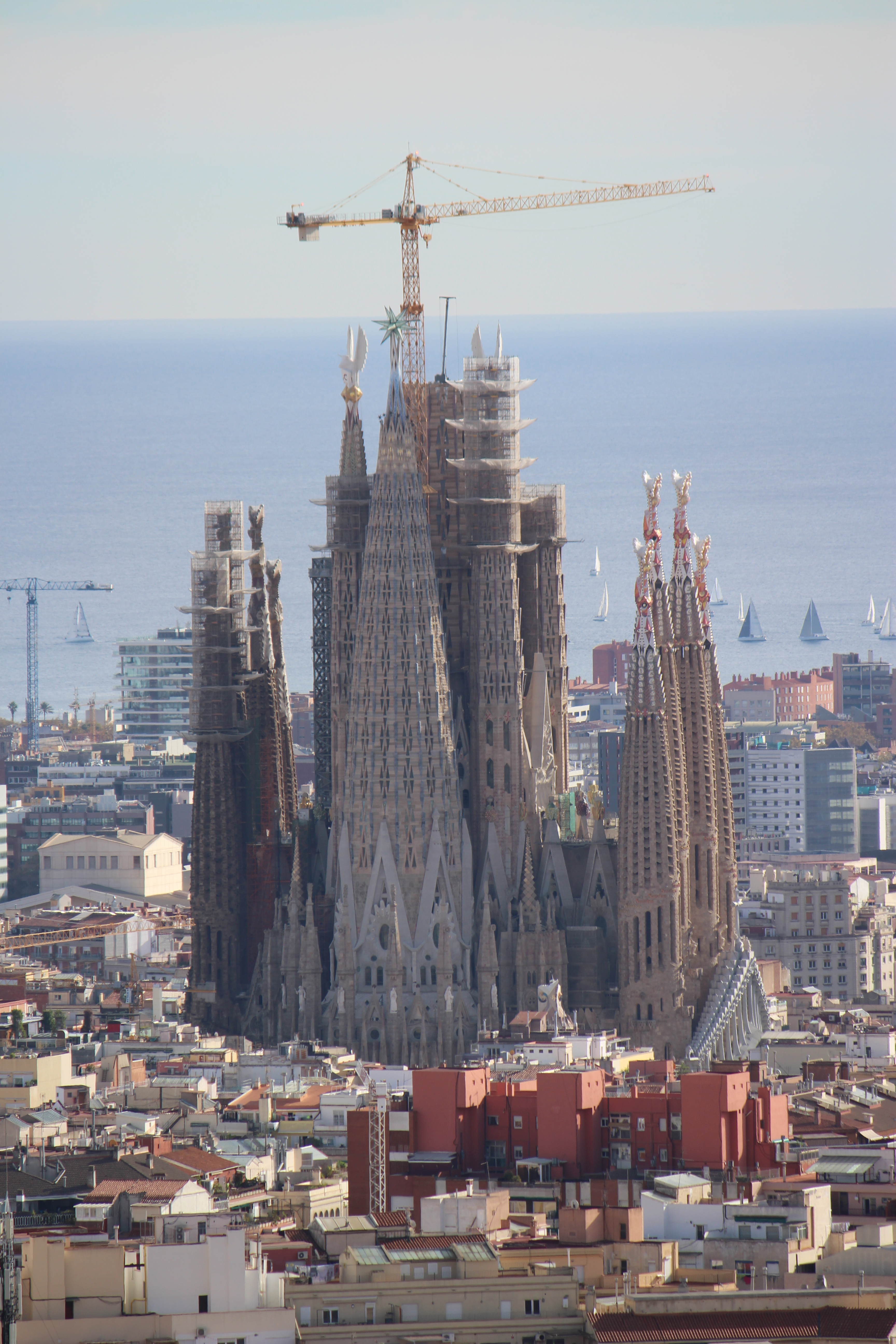
Baustand Februar 2023

Gaudí starb 1926 nach einem Straßenbahnunfall. Danach wurden die Bauarbeiten immer wieder unterbrochen, doch 1935 konnten die Arbeiten an der „Geburtsfassade“ abgeschlossen werden.
Als der Spanische Bürgerkrieg ausbrach, brannten antiklerikale Gruppen einen Teil der Geburtsfassade nieder und zerstörten Teile der Krypta. Sie töteten den geistlichen Leiter der Sagrada Família, der mit Gaudí befreundet gewesen war und unterhalb dessen Ateliers wohnte. Dort befanden sich die ursprünglichen Baupläne, die Gipsmodelle und die Zeichnungen des Architekten. Vieles ging damals verloren und die Gipsmodelle wurden schwer beschädigt. Daraufhin nahm die katalanische Landesregierung die Entwürfe an sich, um sie sicher zu verwahren. Nach Kriegsende fanden sich Architekten und Mitarbeiter zusammen, die in jungen Jahren mit Gaudí zusammen gearbeitet hatten, und halfen mit, die Modelle aus den übergebliebenen Trümmern und den erhaltenen Fotos zu rekonstruieren. Die Verwendung von Regelflächen in den Entwürfen erwies sich dabei als Glücksfall, da schon aus einem kleinen Bruchstück einer Regelfläche die gesamte Fläche mathematisch rekonstruiert werden konnte. Ab 1950 konnte der Bau fortgesetzt werden. Die späteren Architekten Francesc Quintana, Isidre Puig Boada und Lluís Gari versuchten anhand der rekonstruierten Modelle und mündlich überlieferter Gedanken, Gaudís Ideen bestmöglich umzusetzen. 1976 wurden die vier Aposteltürme über der „Passionsfassade“ vollendet.
Ein zentrales Ereignis war die Weihe der Kirche durch Papst Benedikt XVI. am 7. November 2010 nach Fertigstellung des Innenraums. Bei der Weihe erhob der Papst die Kirche in den Rang einer päpstlichen Basilica minor. Vom Außenbau waren acht der 18 Türme der Kirche fertiggestellt. Es handelt sich um je vier Aposteltürme über den zwei fertigen Fassaden. Vollenden wollte man die Basilika bis 2026, dem hundertsten Todesjahr Gaudís. Dann hätte der Bau insgesamt 144 Jahre gedauert. Da die eingehenden finanziellen Mittel aufgrund der Covid-19-Pandemie stark gesunken waren, wurde das Ziel im Herbst 2020 aufgegeben.
Eine andere Quelle nannte als Grund den monatelangen Baustopp. Erst 2016 fiel auf, dass es für den Bau keine Baugenehmigung gab. Diese wurde im Juni 2019 für sieben Jahre erteilt, damit der Bau zum 100. Todestag Gaudís vollendet werden könnte. Neben der Zahlung von 4,6 Millionen Euro für die Genehmigung wurde vereinbart, dass die Baugesellschaft 36 Millionen Euro zahlen muss, um laut dpa „die negativen Auswirkungen der Bauarbeiten auf die Nachbarschaft zu mildern“. Gemeint war damit der „Ausbau des öffentlichen Verkehrsnetzes rund um das Gotteshaus“ sowie „die Sanierung der Nebenstraßen“.
Der zweithöchste Turm der Kirche, der Marienturm, wurde am 29. November 2021 fertiggestellt, als er seinen markanten 12-zackigen Stern auf der Spitze erhielt. Der Stern wurde zum Hochfest der Unbefleckten Empfängnis am 8. Dezember 2021 erstmals beleuchtet. In den Jahren 2022 und 2023 wurden jeweils zwei der vier dritthöchsten Türme (die Evangelistentürme) fertiggestellt. Stand 2023 wurde überdies von einer Fertigstellung spätestens im Jahr 2033 ausgegangen.

### Widerstand
Immer wieder regte sich Protest gegen bestimmte Einzelheiten am Bau. So kam beispielsweise 1893 Kritik auf, als Gaudí entschied, als erste Fassade die Geburtsfassade zu gestalten. Die Stadtverwaltung kritisierte dies, da genau das gegenüberliegende Ende des Querhauses eher zur Stadt zeige und deshalb, aufgrund der Publikumswirksamkeit, vordringlich die dortige Passionsfassade errichtet werden müsse.
Ende 1964 organisierte der Barceloner Architekt, Stadtplaner und spätere „einflussreiche Stadtbaurat“ Oriol Bohigas (1925–2021) eine Unterschriftenaktion mit dem Ziel, den Bau zu stoppen. Es unterschrieben vor allem die Vertreter des architektonischen Modernismus wie Le Corbusier und Walter Gropius. Die Tageszeitung La Vanguardia in Barcelona war dazu bereit, Anfang 1965 einen offenen Brief zu veröffentlichen. Bohigas war und La Vanguardia ist der Gegnerschaft zur Sagrada Família treu geblieben.
In einem weiteren Anlauf forderte 2008 eine Gruppe von rund 400 Personen – Architekten (darunter Bohigas), Schauspieler, Regisseure und Galerien-Besitzer – den Baustopp und kritisierte die Vermarktung zu touristischen Zwecken. Der Unterschriften-Aufruf wurde auf der Internetseite der FAD (Foment de les Arts i del Disseny, „Förderung von Kunst und Design“) veröffentlicht, mit anfangs rund 100 Unterzeichnern.
Im Jahr 2023 protestierten Menschen, die nahe der Kirche wohnen, gegen die anstehenden Baumaßnahmen, namentlich gegen die Errichtung der Glorienfassade. Sie befürchteten, dass bis zu 3.000 Menschen ihre jetzige Wohnstatt verlieren könnten.

### Finanzierung
Finanziert werden die Bauarbeiten noch immer, wie von Josep Maria Bocabella ursprünglich vorgesehen, mit Spenden von Stiftungen und Eintrittsgeldern. Jährlich stehen für den Bau etwa 22 Millionen Euro zur Verfügung, 2009 waren es 18 Millionen Euro. Die meisten Spenden kommen aus katholischen Kreisen und von Japanern. 2019 wurden für die Vollendung der Kirche bis 2026 noch weitere 374 Millionen Euro veranschlagt. Wegen der mehrmonatigen Zwangsschließung aufgrund der Covid-19-Maßnahmen und der auch danach stark zurückgegangenen Touristenanzahl sind die Einnahmen jedoch deutlich zurückgegangen, sodass die Fertigstellung bis 2026 nicht mehr realistisch ist. Während sich 2019 das Budget des Baukonsortiums noch auf 100 Millionen Euro und davon auf 65 Millionen Euro für die Bauarbeiten belief, plante die Baugesellschaft für 2021 coronabedingt mit einem Etat von 19 Millionen Euro, wovon 8,2 Millionen Euro auf die Bauarbeiten entfielen. Den Ausführungen des Generaldirektors des Bauausschusses der Sagrada Família, Xavier Martínez, zufolge, war bereits 2021 auf dessen Pressekonferenz definitiv zu vernehmen, dass er die Fertigstellung der im Bau befindlichen Kirche bis 2026 ausschloss. Zum Budget für den Weiterbau ließ er eine Prognose für das nachfolgende Jahr (2022) folgen mit bis zu 34 Millionen Euro. 2022 wurden Einnahmen von gut 100 Millionen Euro erzielt. Das war etwa so viel wie vor der Corona-Pandemie, obwohl die Besucherzahl 2022 noch ungefähr 20 Prozent unter der von 2019 gelegen habe. Für die Fertigstellung werden nach Schätzung der Baugesellschaft insgesamt rund 400 Millionen Euro benötigt.

## Beschreibung

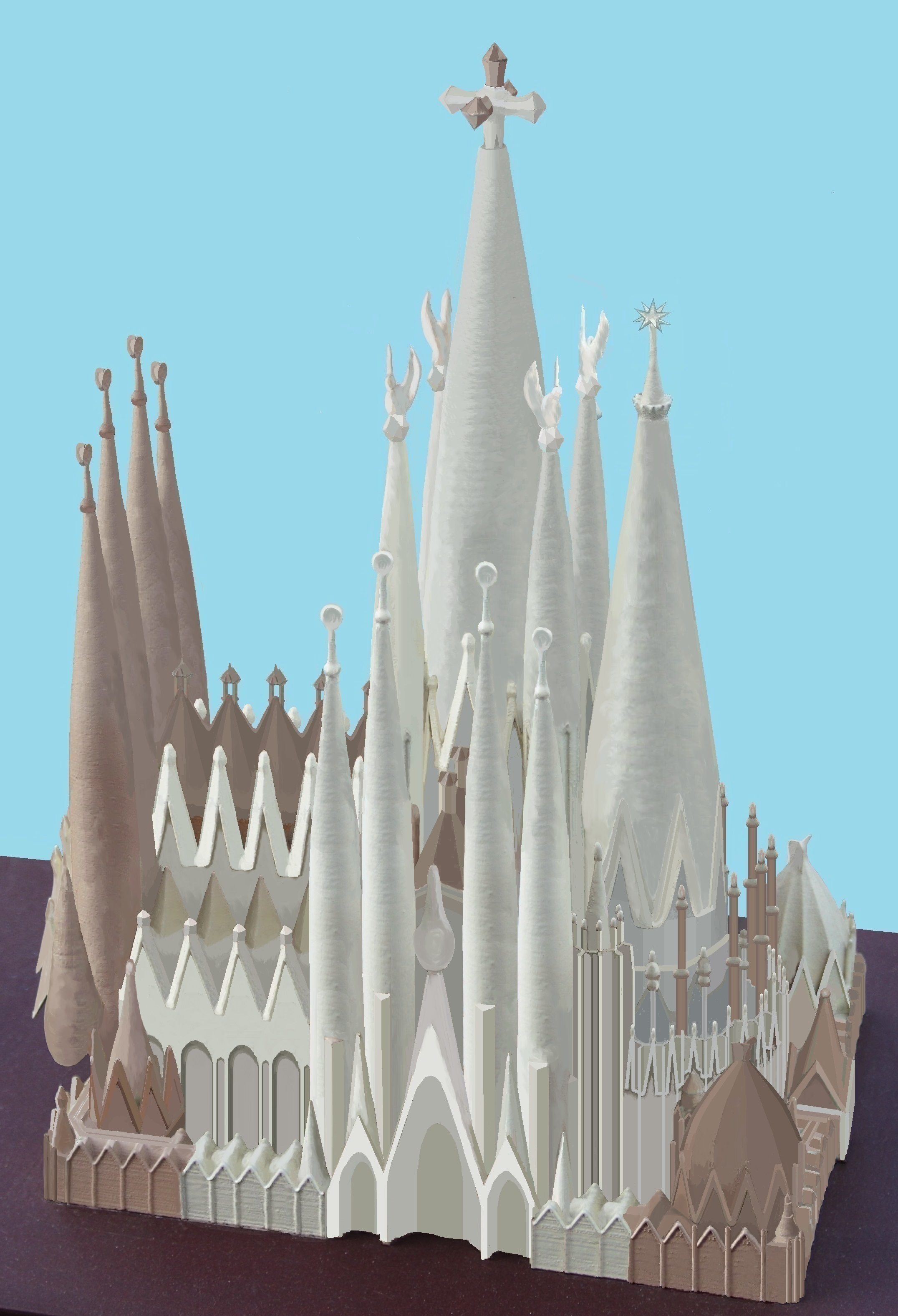
Modell der Kirche mit bereits gebautem Teil in Weiß (Stand 2025) und dem noch zu bauenden in Braun

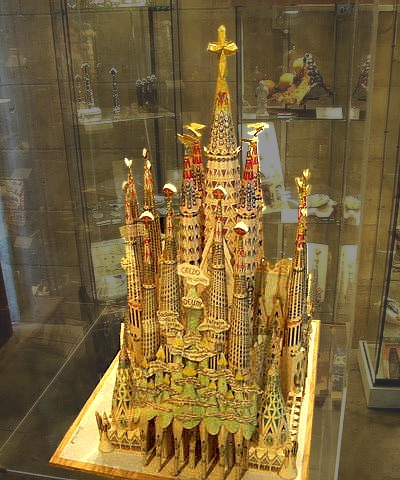
Modell der fertigen Kirche

Die Sagrada Família hat einen kreuzförmigen Grundriss. Das fünfschiffige Langhaus zeigt gegen Süd-Osten und misst bis zur Apsis am nördlichen Ende etwa 90 Meter. Es ist 45 Meter breit (Hauptschiff 15 Meter, vier Seitenschiffe je 7,5 Meter). Das kürzere dreischiffige Querhaus erreicht eine Länge von 60 Metern und eine Breite von 30 Metern (Hauptquerhaus 15 Meter, zwei Seitenschiffe je 7,5 Meter). Um fast die gesamte Kirche herum wird ein Kreuzgang verlaufen. Er beherbergt eine Kapelle, die Mariä Aufnahme in den Himmel gewidmet ist.
Überall an der Kirche finden sich komplexe Verzierungen und dekorative Elemente wie etwa spindelartige Türme, die einer Sandburg gleichen und deren Dächer von geometrischen Formen mit kubistischen Elementen gekrönt sind.
Das Gotteshaus liegt nördlich der Altstadt im Stadtteil Eixample. In diesem schachbrettartig angelegten Viertel nimmt sie zusammen mit der Baustelle einen ganzen, 17.822 Quadratmeter großen Straßenblock ein. Dieser grenzt im Süden an die Carrer de Mallorca (Mallorcastraße), im Norden an die Carrer de Provença (Provencestraße), im Westen an die Carrer de Sardenya (Sardinienstraße) und im Osten an die Carrer de Marina (Marinestraße).

### Stil und Einflüsse
Wie alle Kirchen mit sehr langer Bauzeit verbindet die Sagrada Familia verschiedene Baustile. Sie wurde konzipiert und entworfen von Gaudís Vorgänger Francisco de Paula del Villar y Lozano im neukatalanischen Stil, der eine Variante der Neugotik darstellt. Gaudí entwickelte dieses Konzept im Stil des Modernisme weiter. Besonders bei der Passionsfassade treten inzwischen auch Elemente der Moderne hervor.
Der Bau wurde von der persönlichen Spiritualität des Architekten beeinflusst. Er sah dabei die Natur als seine hauptsächliche Lehrmeisterin an. Davon abgesehen bestimmt, wie bei allen Bauten von Gaudí, die Funktionalität seine Entwürfe.

### Äußeres Erscheinungsbild

#### Fassaden
Momentan besitzt die Sagrada Família zwei Schaufassaden. Diese befinden sich an beiden Enden des Querschiffs.
Nach Nordosten ausgerichtet liegt die Geburtsfassade, die größtenteils zu Lebzeiten Gaudís im klassischen Stil des katalanischen Architekten fertiggestellt wurde. Sie zeigt in Details die Geburt Jesu.
Die Geburtsfassade besteht aus drei Portalen, die, von links nach rechts gesehen, die christlichen Tugenden – „Hoffnung“, „Liebe“ und „Glaube“ – symbolisieren. Das Portal Hoffnung ist dem Heiligen Joseph gewidmet, das Portal Glaube der Gottesmutter Maria und das mittlere und höchste Portal, das auch Portal „Barmherzigkeit“ genannt wird, Jesus. Die Fassade erzählt vom Leben Christi, aufgeteilt in verschiedene Abschnitte. So werden zum Beispiel der Weg Marias und Josephs nach Bethlehem, die Geburtenszene, die Anbetung der Hirten und Könige sowie die Vorstellung des jungen Jesus im Tempel veranschaulicht. Weitere Szenen sind Jesus bei der Arbeit als Zimmermann oder die Krönung Mariens. Das Mittelportal wird vom Baum des Lebens, einer Zypresse, bekrönt.
Am Eingang des Barmherzigkeitportals sind vier je sieben Meter hohe Tore installiert. Am 16. Juli 2014 wurde das erste dieser Tore hinzugefügt; es wurde von dem japanischen Bildhauer Etsuro Sotoo entworfen und zeigt Efeu, Blütenblätter, Kürbisse und Lilien. Darüber hinaus sind verschiedene Insekten wie zum Beispiel Maikäfer, Wanzen, Wespen, Fliegen, Grashüpfer, Schmetterlinge, Tausendfüßer, Grillen, Marienkäfer, Raupen und Ameisen zu erkennen.
Die nach Südwesten ausgerichtete Passionsfassade wurde nach Gaudís Tod begonnen und ist unvollendet. Sie unterscheidet sich von ihrem Gegenstück dahingehend, dass sie kaum Verzierungen enthält und mit klaren, geometrischen Linien und großen Figuren übersichtlich aufgebaut ist. Sie wird von sechs schrägen Säulen gestützt und hat drei Portale.
Der katalanische Maler und Bildhauer Josep Maria Subirachs begann 1986 mit der Gestaltung der Passionsfassade. Sie verdeutlicht den Leidensweg Christi. So werden zum Beispiel der Kuss des Judas, die Geißelung und im Mittelportal die Kreuzigung dargestellt. Die Figuren Subirachs werden unterschiedlich bewertet.
Die im Bau befindliche Glorienfassade oder Fassade der Herrlichkeit wird die der Apsis gegenüberliegende Gebäudeseite zieren, also nach Südosten ausgerichtet sein. Laut den Planungen soll sie 21 Säulen und zwei Kapellen besitzen, eine den Heiligen Sakramenten gewidmete und ein Baptisterium. Der Bereich der geplanten Treppenanlage vor dieser Hauptfassade wird seit einigen Jahrzehnten von einem Wohnblock eingenommen, der den bisherigen Planungen entgegensteht.
Zum Betreten der Kapellen, des Kreuzganges und des Kirchenschiffs sollen elf Portale bereitstehen.

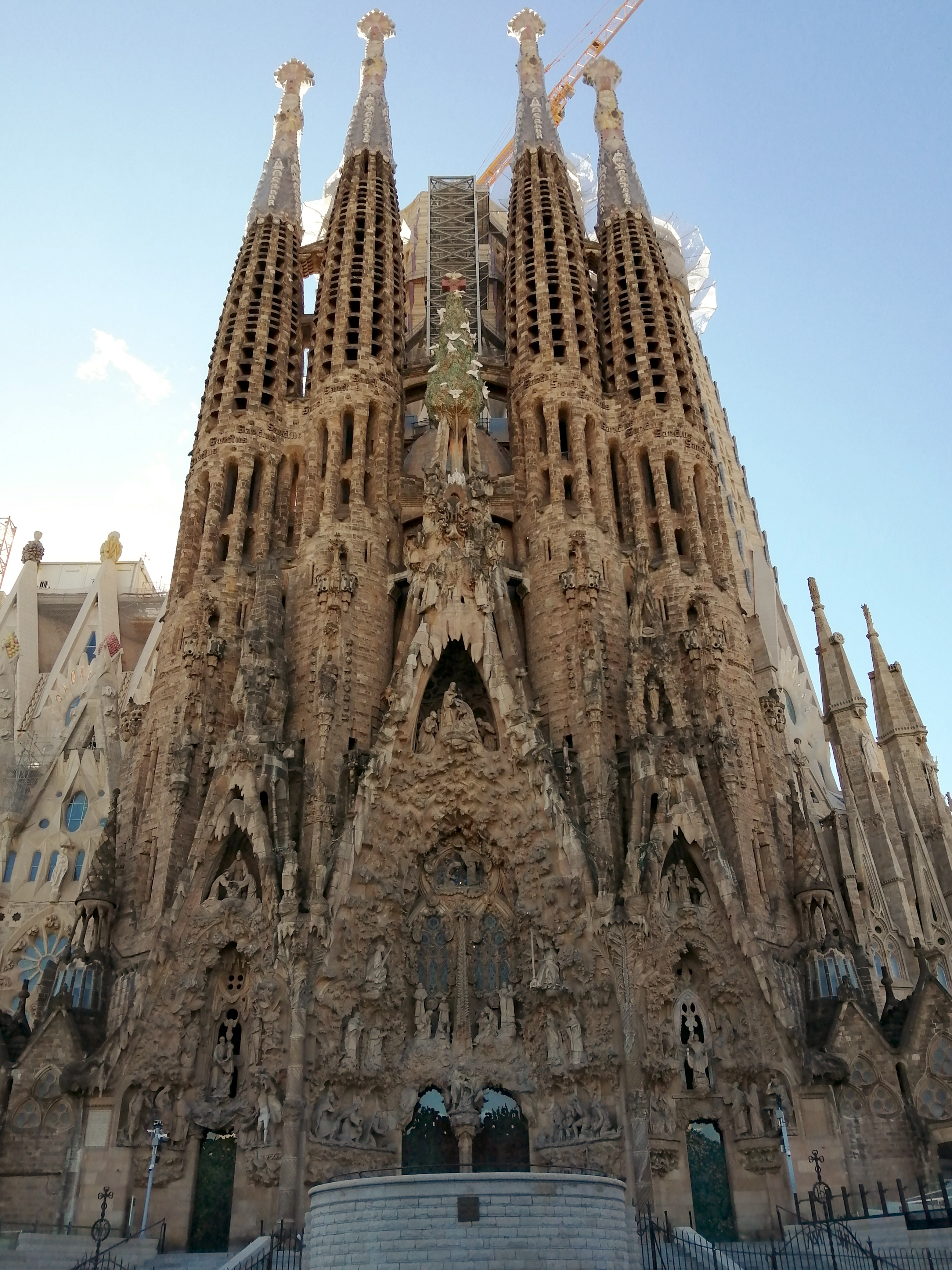
Die Geburtsfassade im Januar 2021, Haupteingang
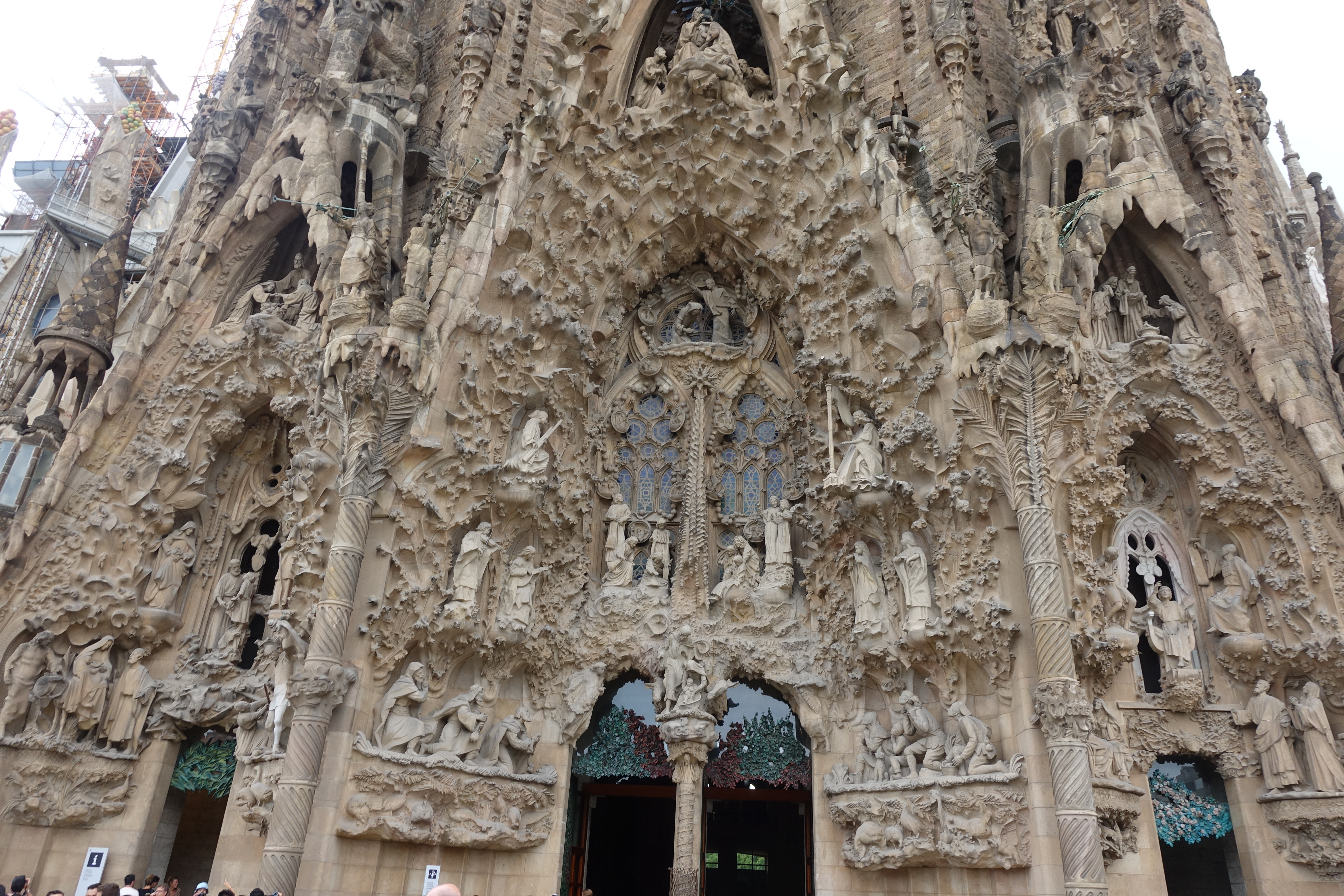
Die Szene Christi Geburt in der Geburtsfassade
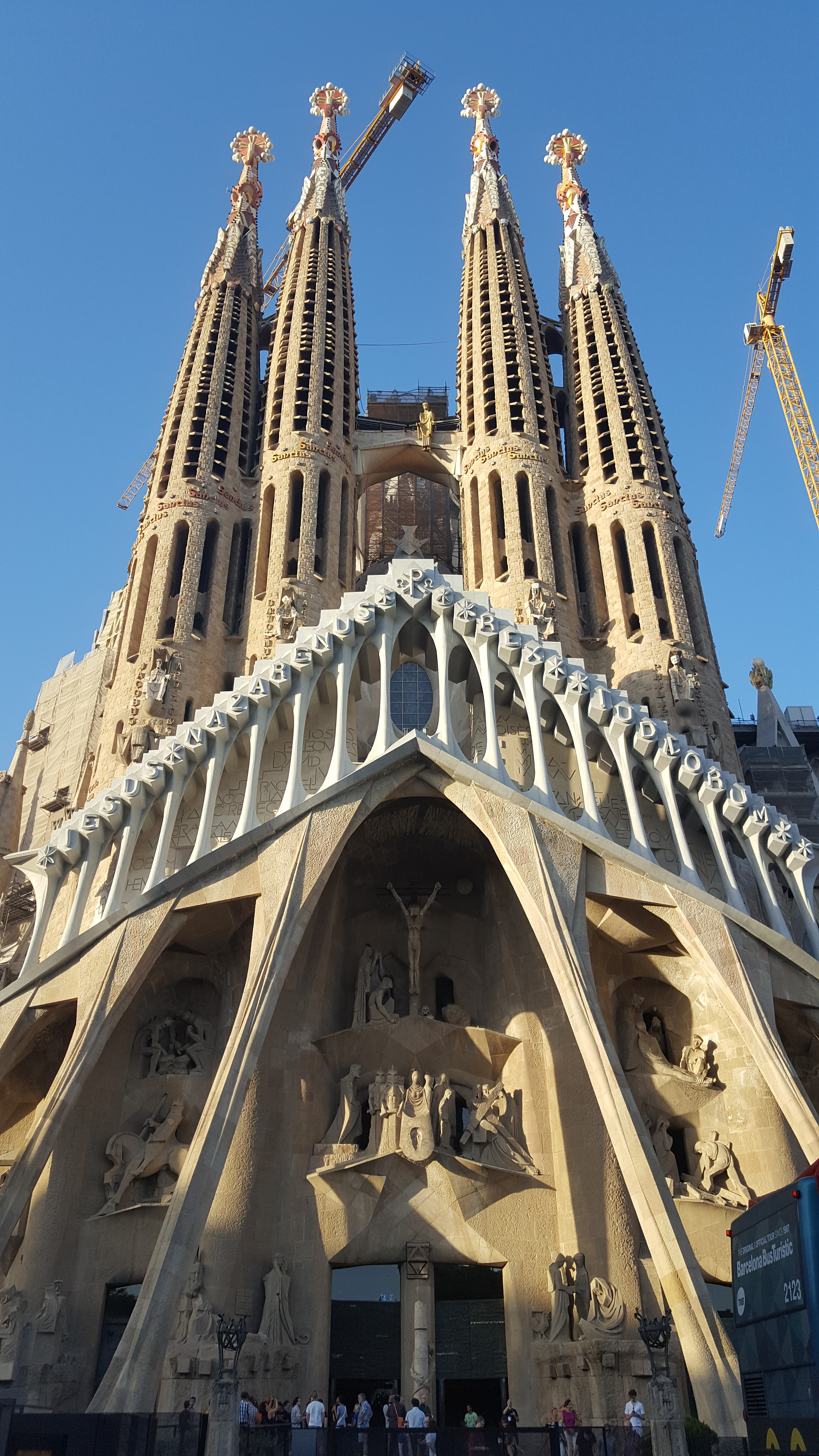
Die Passionsfassade im Juni 2017

#### Türme
Im vollendeten Zustand soll die Sagrada Família insgesamt 18 Türme besitzen. Zwölf werden den Aposteln gewidmet, ohne Judas Iskariot. Dafür bekommt sein Nachfolger Matthias einen Turm gewidmet. Je vier von ihnen überragen mit einer Höhe von 90 bis 112 Metern eine der drei Fassaden. Alle Türme, deren Formen jeweils an den Krummstab eines Bischofs erinnern sollen, besitzen lange senkrechte Scharten und farbenreiche Spitzen, die mit Tieren oder sakralen Symbolen und Bibelzitaten geschmückt sind. Sie tragen ein kleines goldenes Kreuz mit dem Namen des jeweiligen Apostels. Einige der Türme sind über schmale Steinbrücken miteinander verbunden. Für die Konstruktionen werden aus Gründen der Nachhaltigkeit nichtrostende Bewehrungsstähle verwendet, die sich durch Festigkeit, Korrosionsbeständigkeit und geringe Folgekosten auszeichnen.
Vier weitere Türme sind den Evangelisten gewidmet. Da Matthäus und Johannes sowohl Apostel als auch Evangelist sind, ihnen aber nur ein Turm gewidmet sein soll, wurde je einer der Türme Paulus von Tarsus und Barnabas, einem der Siebzig Jünger, gewidmet.
Ein weiterer, 2021 fertiggestellter Turm wurde Maria (125 Meter hoch) gewidmet. Der zentrale Turm ist Jesus Christus gewidmet und überragt als Hauptturm der Basilika alle anderen. Er erhebt sich über der Vierung und wird mit einer begehbaren Kreuzblume aus Edelstahl, Glas und Hochleistungsbeton gekrönt. Mit einer Höhe von 172,50 Metern wird er das Ulmer Münster mit seinem bislang höchsten Kirchturm der Welt um ungefähr 10 Meter überragen und damit als höchstes Kirchengebäude der Welt ablösen. Am 1. August 2025 meldete El País, dass der Turm zurzeit eine Höhe von 155,58 Metern erreicht hat.
Die Höhe des Turmes ist so gewählt, dass die Kirche nicht höher als die sie umgebenden Berge Barcelonas wird, um das Werk des Menschen nicht höher werden zu lassen als das Werk Gottes.

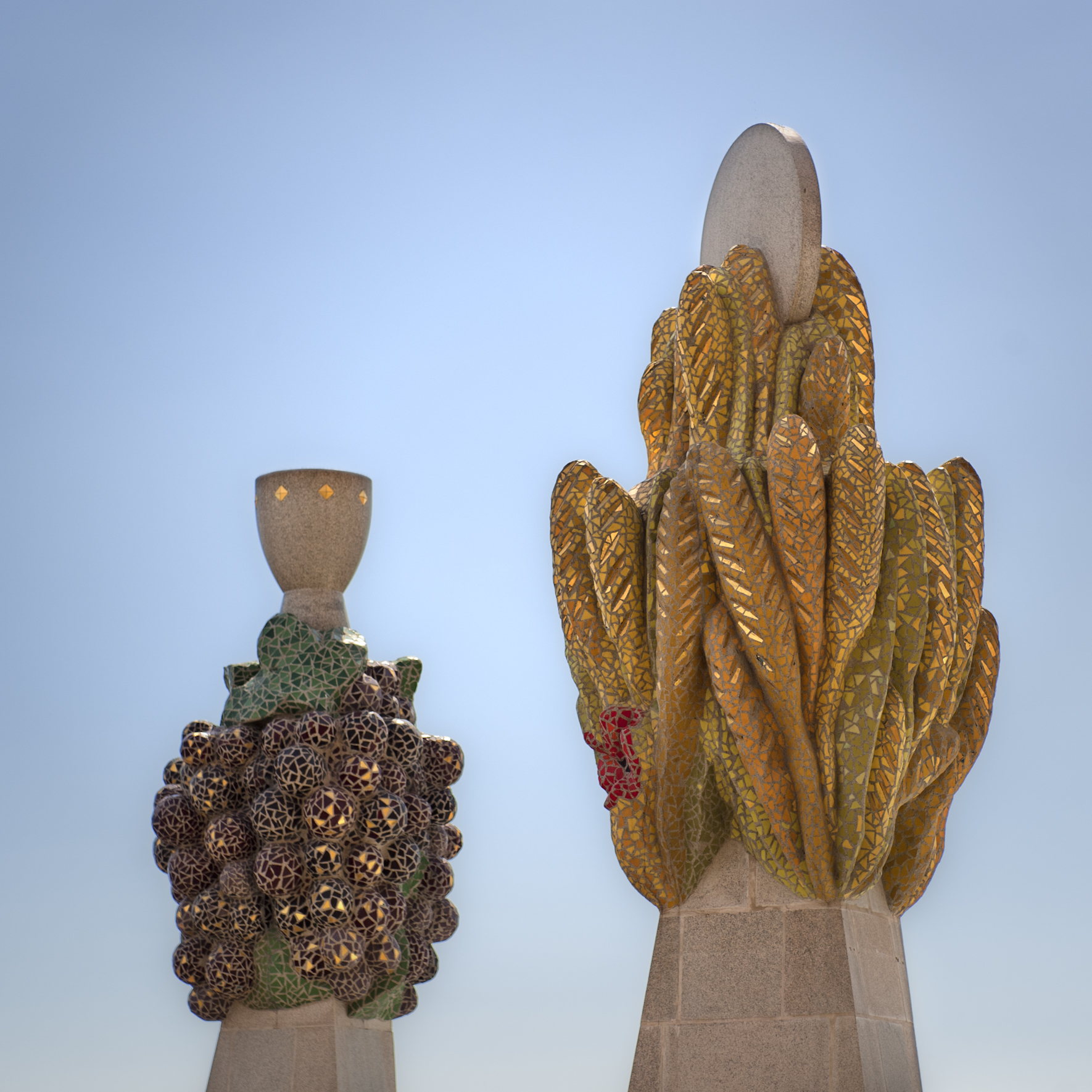
Turmspitzen, die der Eucharistie gewidmet sind, von Etsuro Sotoo
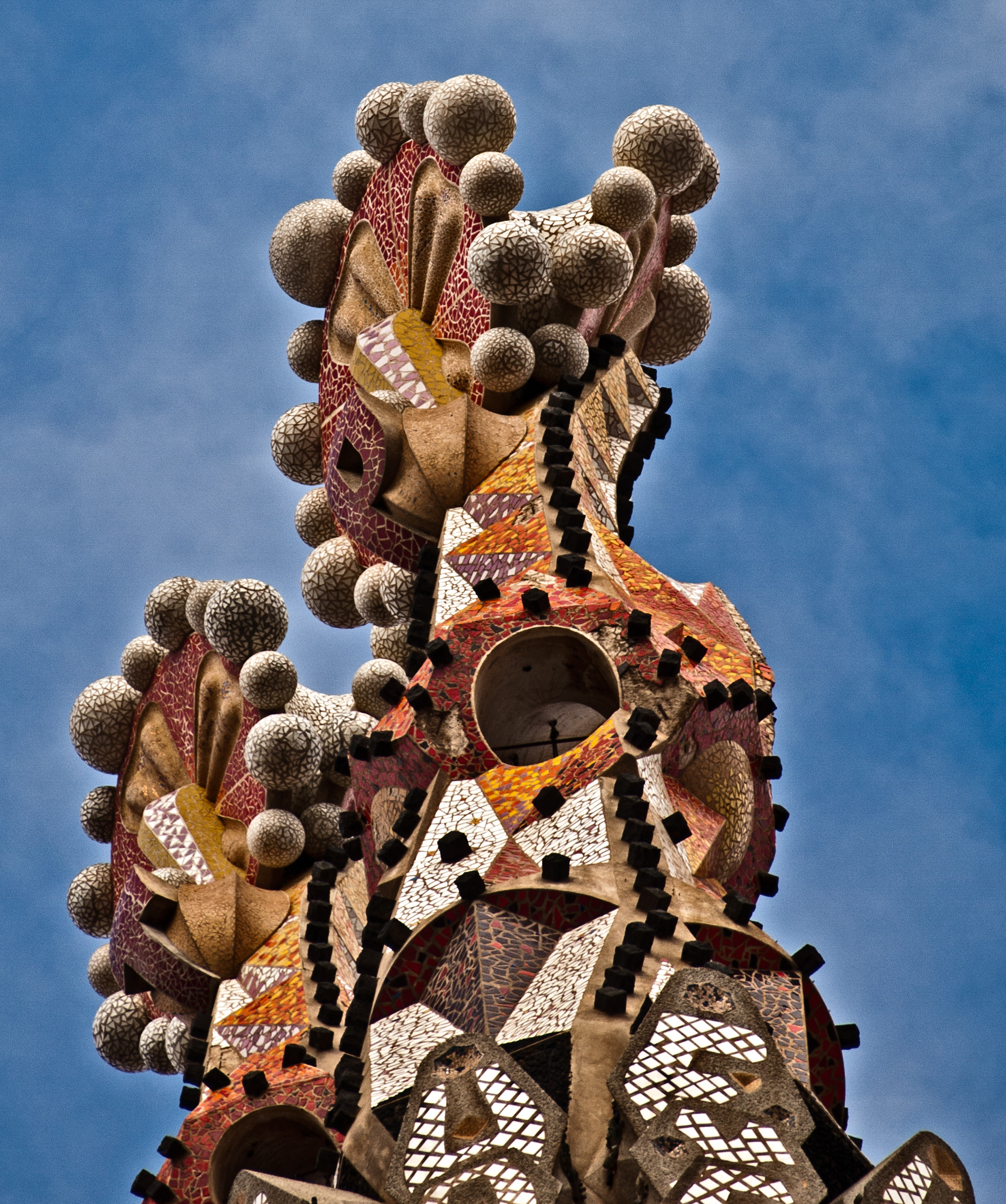
Glasmosaiken auf floralen Turmenden
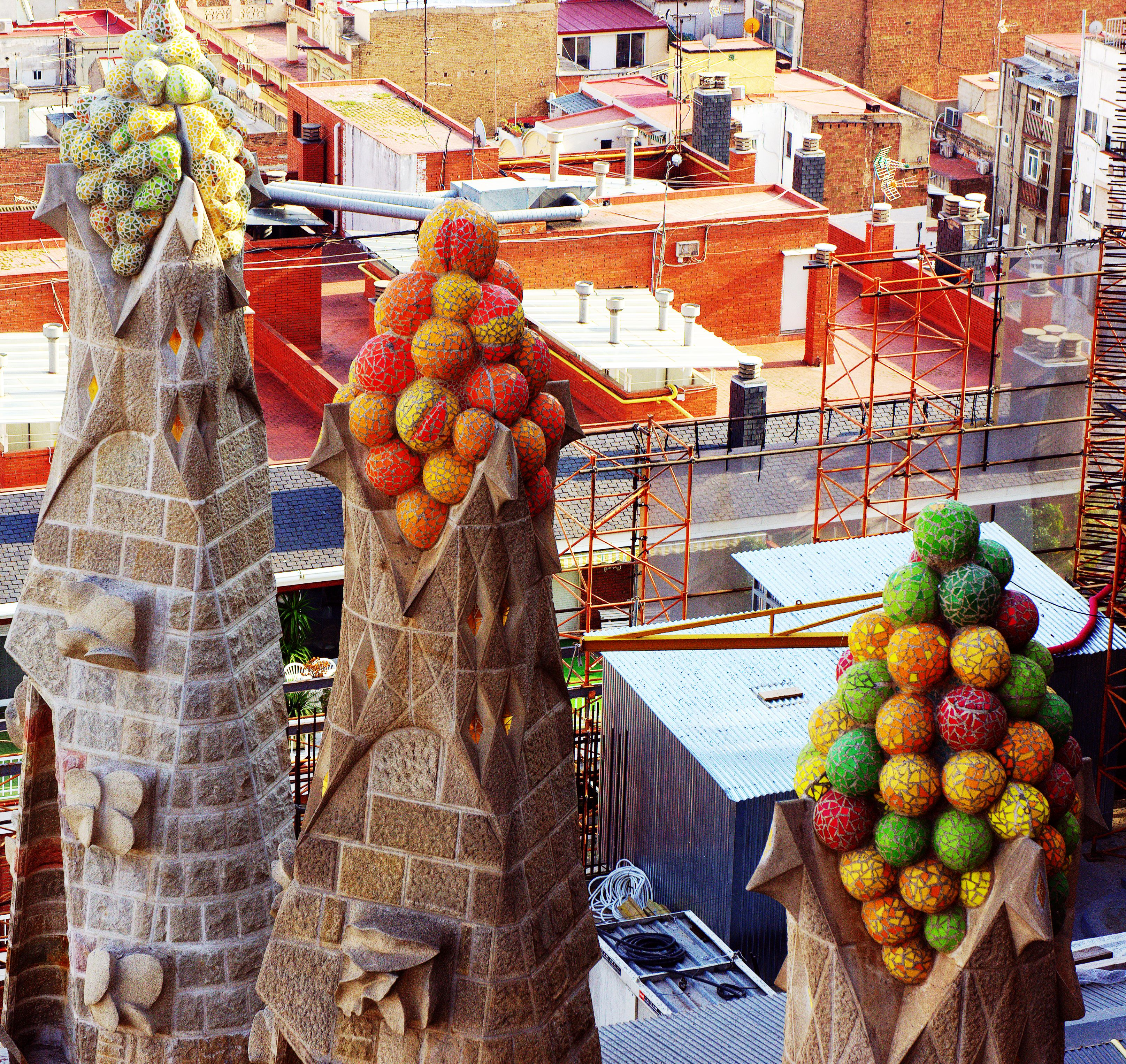
Turmspitzen als Fruchtkörbe an der Christi-Geburts-Fassade
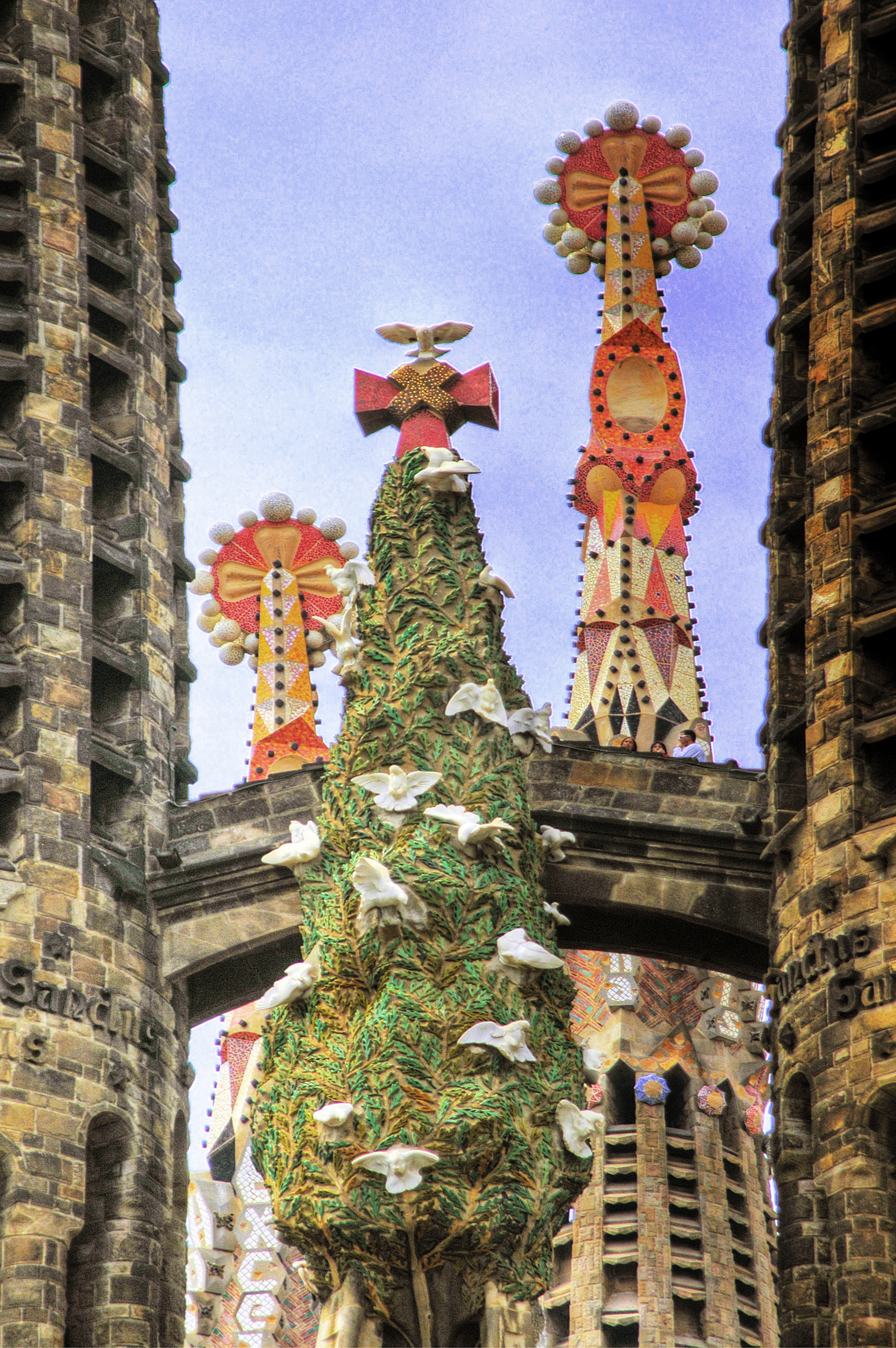
Turmspitze als Bäumchen mit Tauben
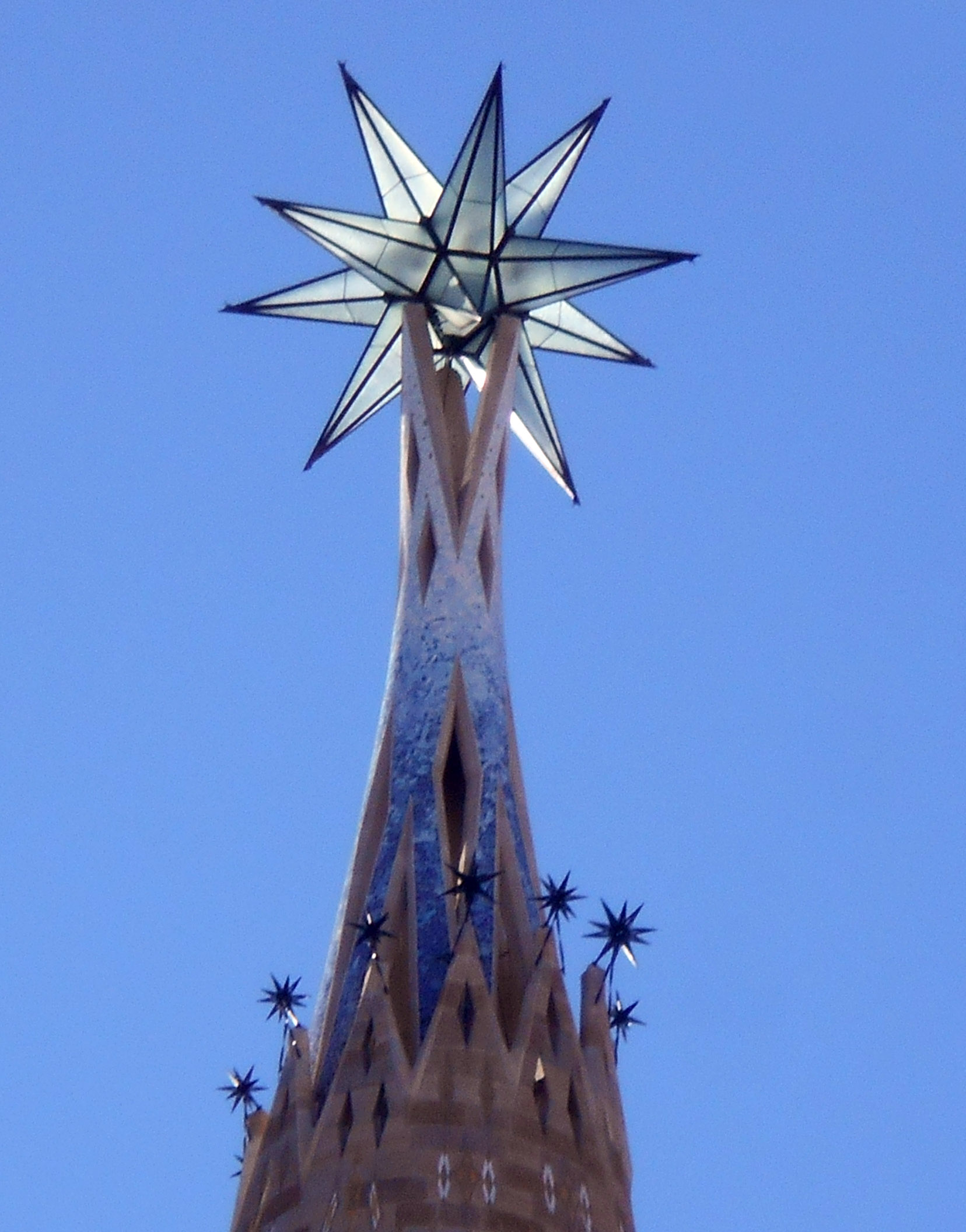
Spitze des Marienturms mit dem markanten zwölfeckigen Stern

### Innenraum
Die Seitenschiffe haben eine Höhe von 30 Metern, Haupt- und Hauptquerschiff eine Höhe von 45 Metern, die Vierung eine Höhe von 60 Metern und das Gewölbe über der Apsis eine Höhe von 75 Metern. Die Gewölbe werden von steinernen Säulen getragen. Sie sollen an Bäume erinnern und besitzen deshalb an ihren oberen Enden Verzweigungen, die sich wie Baumstämme in Äste aufteilen. Zudem wird ein Blätterdach angedeutet. Seit 2010 ist der Innenraum fertig und die Fenster sind verglast. Es wurden farbige Fenster eingesetzt, die der Maler und Glaskünstler Joan Vila i Grau gestaltet hat. Den Altar weihte Papst Benedikt XVI. am 7. November 2010 ein.
Die Apsis besteht aus sieben kleinen Seitenkapellen, die der Freude und der Trauer gewidmet sind. Außerdem sollen auf jeder Seite noch je zwei Sakristeien errichtet werden. Auch die Fenster in diesem Bereich sind mit Naturmotiven ausgestaltet.

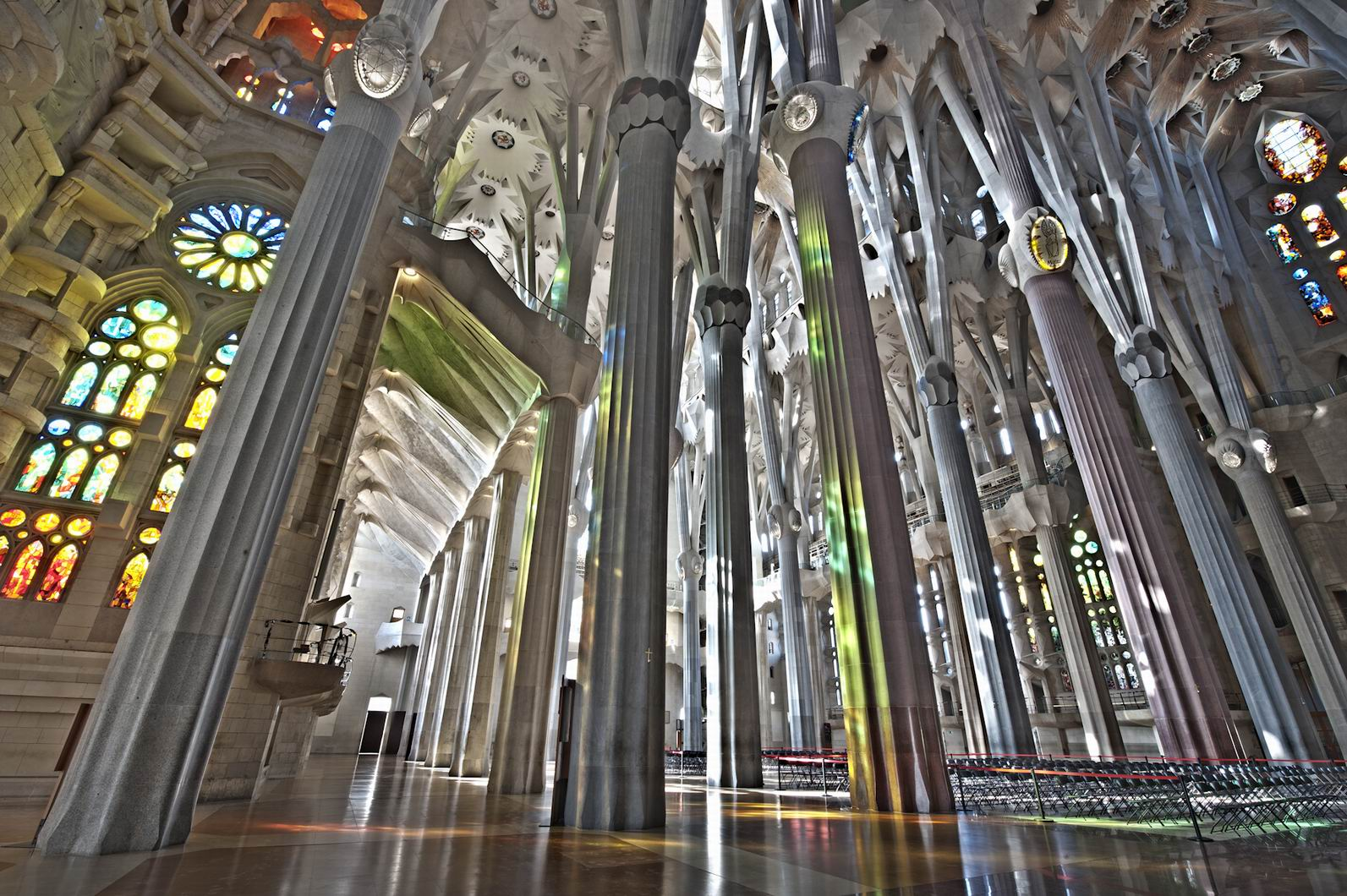
Kirchenschiff, 2012
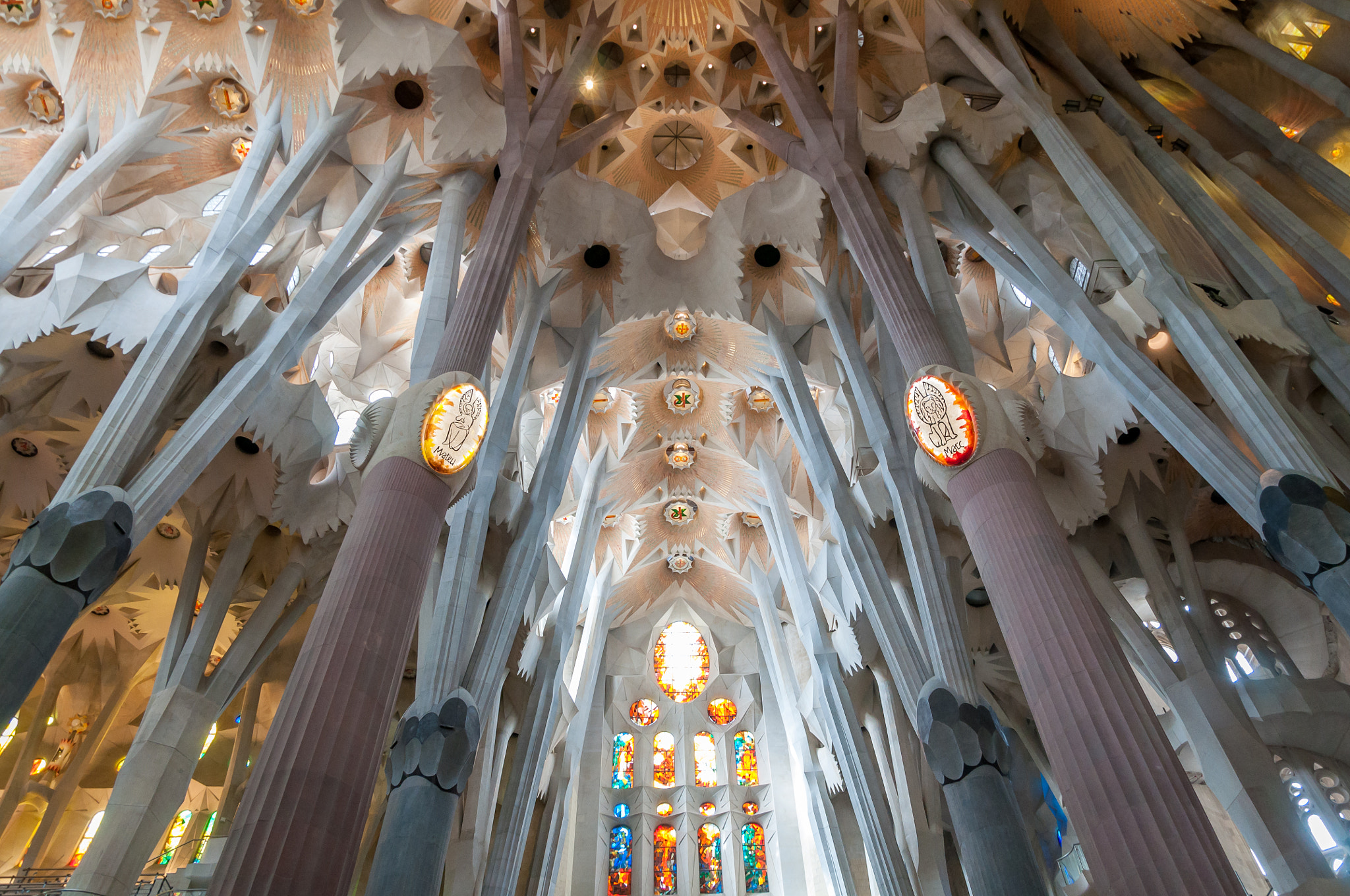
Deckengewölbe getragen von Säulen mit Baumstrukturen, 2016
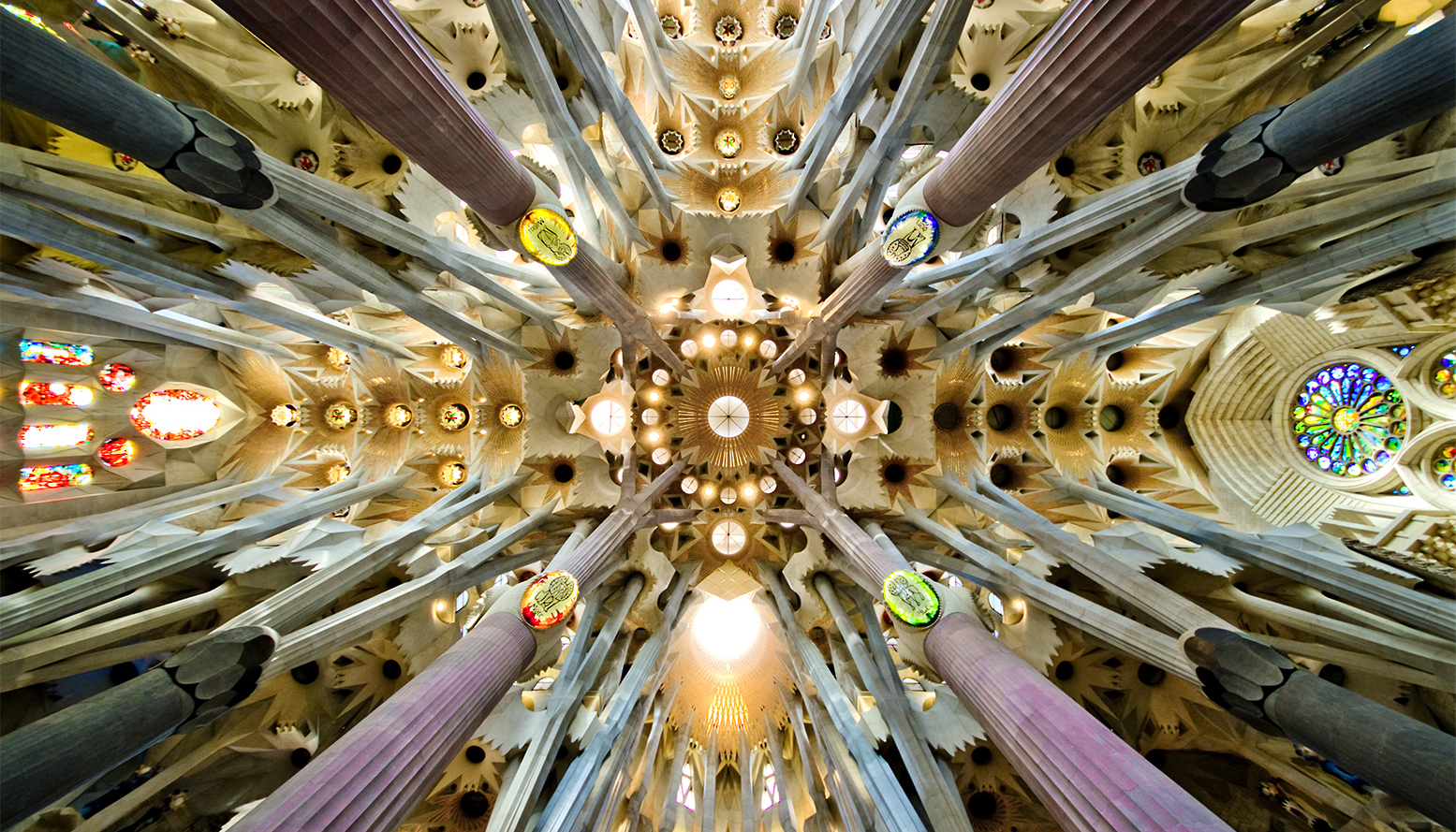
Vierung des Gewölbes, mit farbigen Säulen, 2011
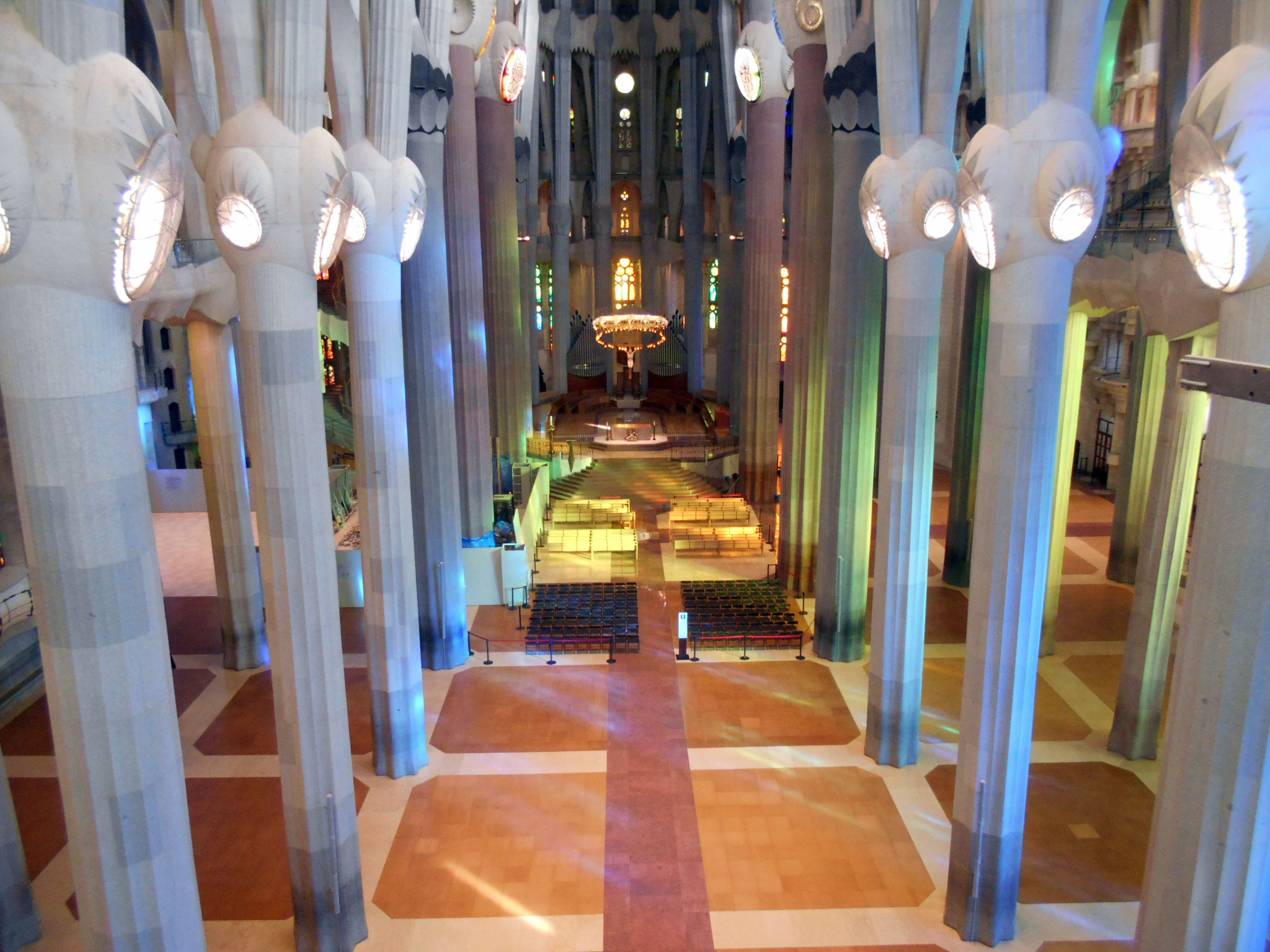
Hauptschiff mit Hochaltar, 2017
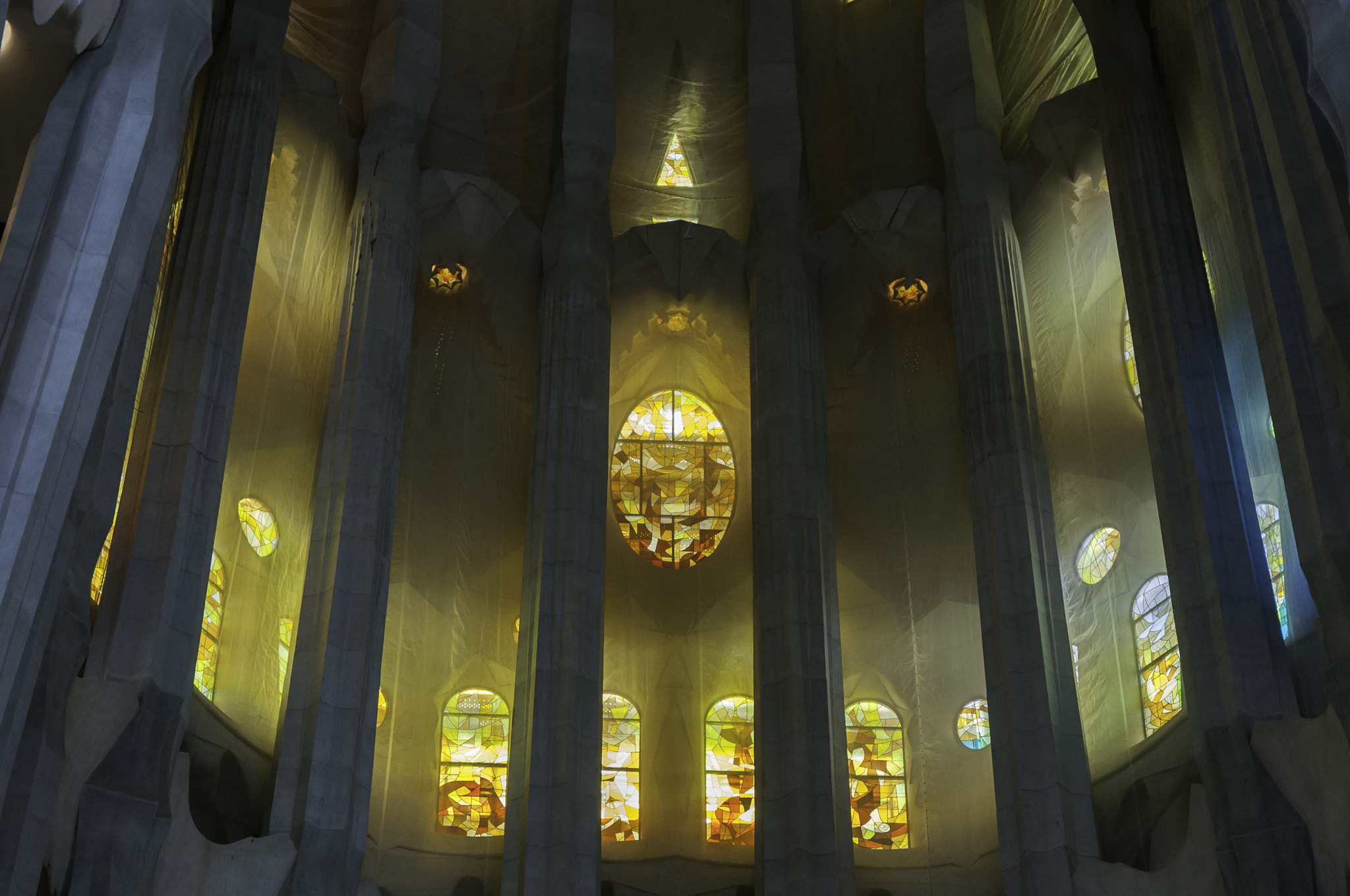
Illumination durch Buntglasfenster, 2016
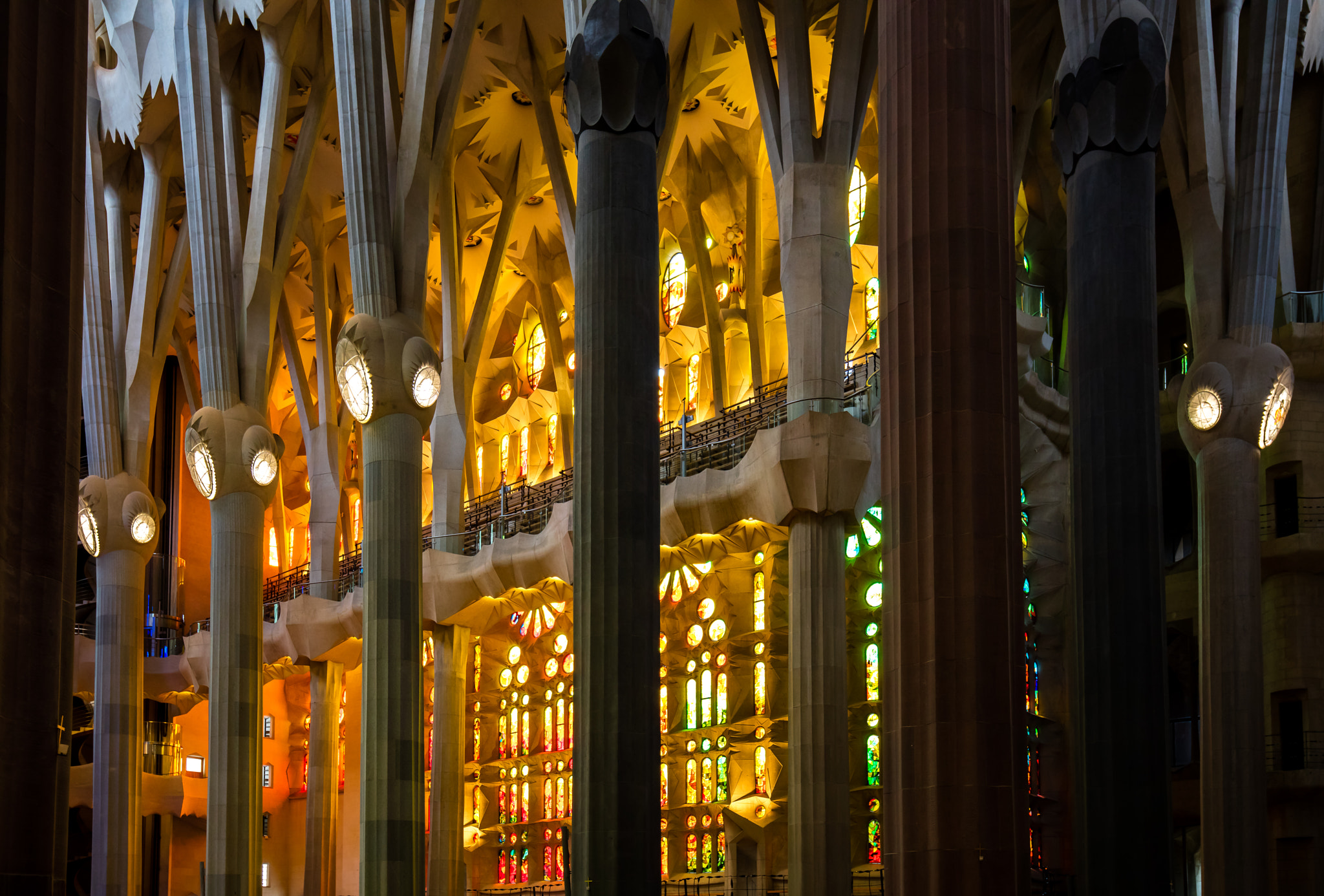
Illuminiertes Seitenschiff, 2016

### Krypta

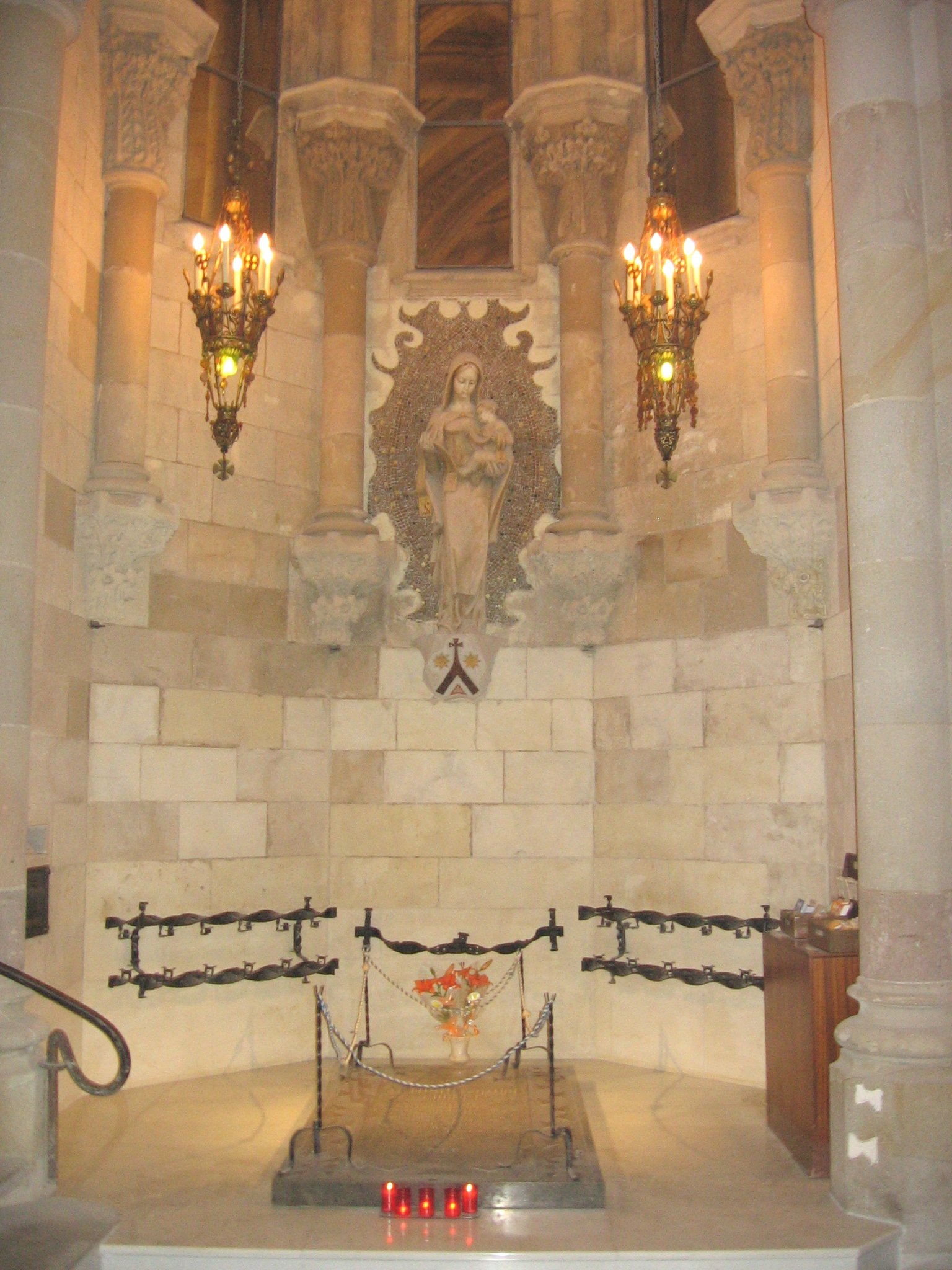
Capella de la Mare de Déu del Carme mit Grab Gaudís.

Unter der Apsis liegt die Krypta der Basilika. Als Gaudí die Bauleitung übernahm, hatte der Bau der Krypta schon begonnen, sodass keine größeren Planänderungen mehr möglich waren, jedoch erhöhte Gaudí das Gewölbe so weit, dass von oben Licht und Luft hineinströmen können.
Die Krypta ist im neogotischen Stil gehalten. Sie ist annähernd ein Rundbau mit einer Fläche von rund 120 Quadratmetern, flankiert von sieben Einzelkapellen im Halbrund (in der Mitte: St. Josef). Gegenüber liegen in einer Linie die drei Hauptkapellen, links und rechts flankiert von zwei weiteren. Von der mittleren Kapelle aus wird die Messe gelesen, rechts daneben liegen die Kapelle der Jungfrau von Montserrat, der Schutzpatronin Kataloniens, sowie die Christuskapelle mit dem Grab Josep Maria Bocabella i Verdaguers. Auf der anderen Seite befinden sich die Kapelle des Heiligen Sakraments sowie die Kapelle der Heiligen Jungfrau vom Karmel („Verge del Carme“), in der Antoni Gaudí begraben ist.

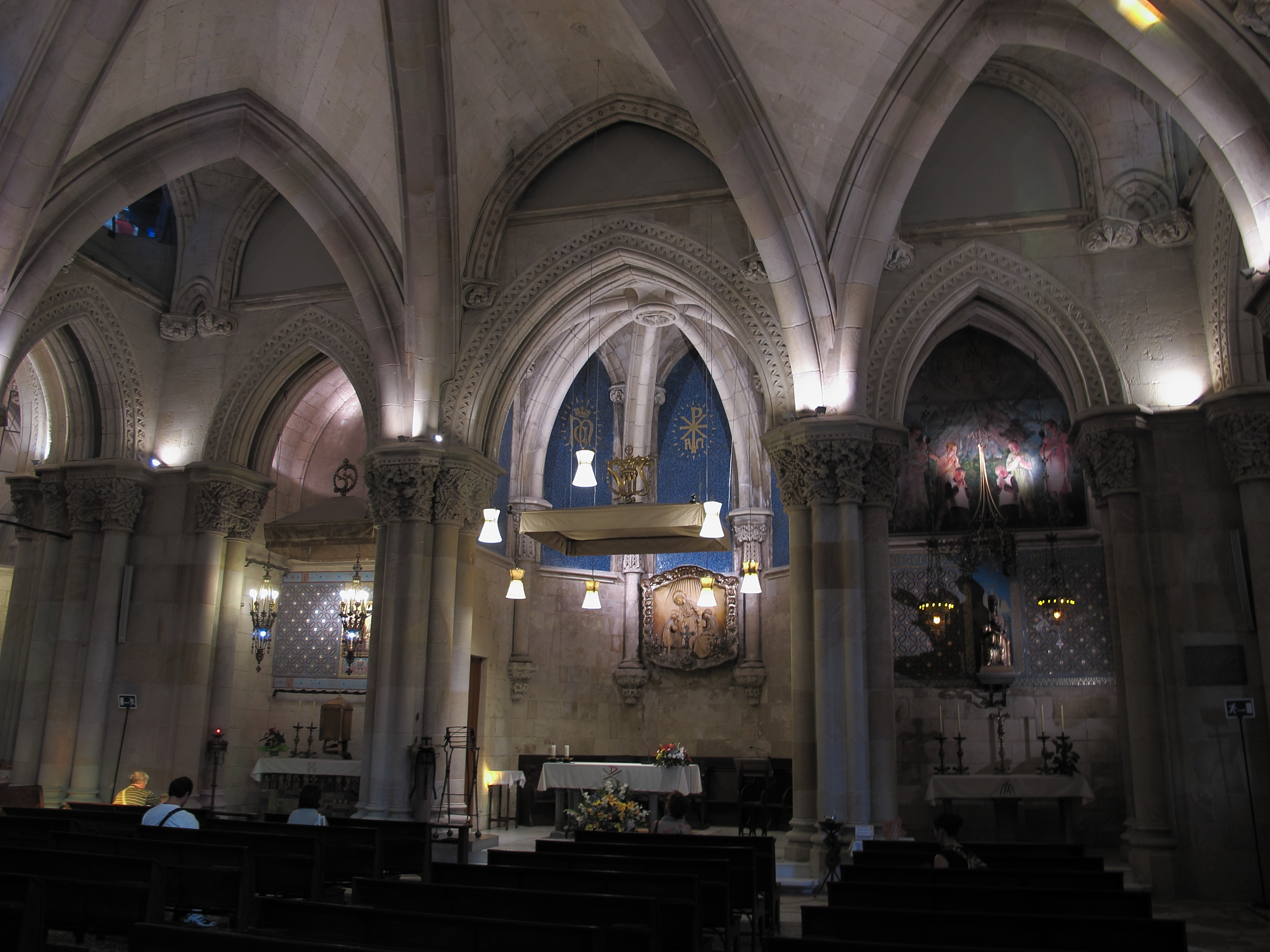
Die drei Hauptkapellen
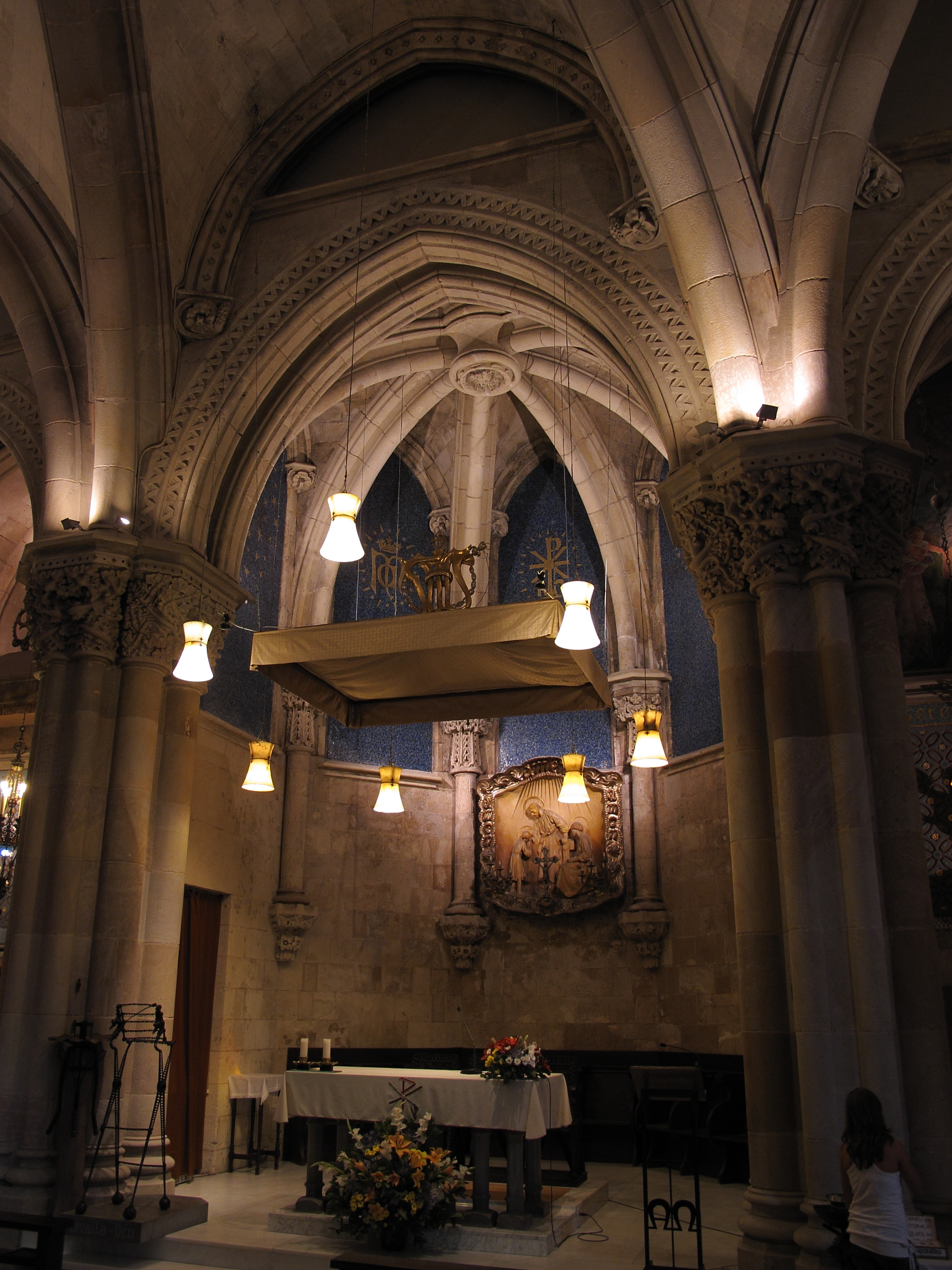
Der Hauptaltar
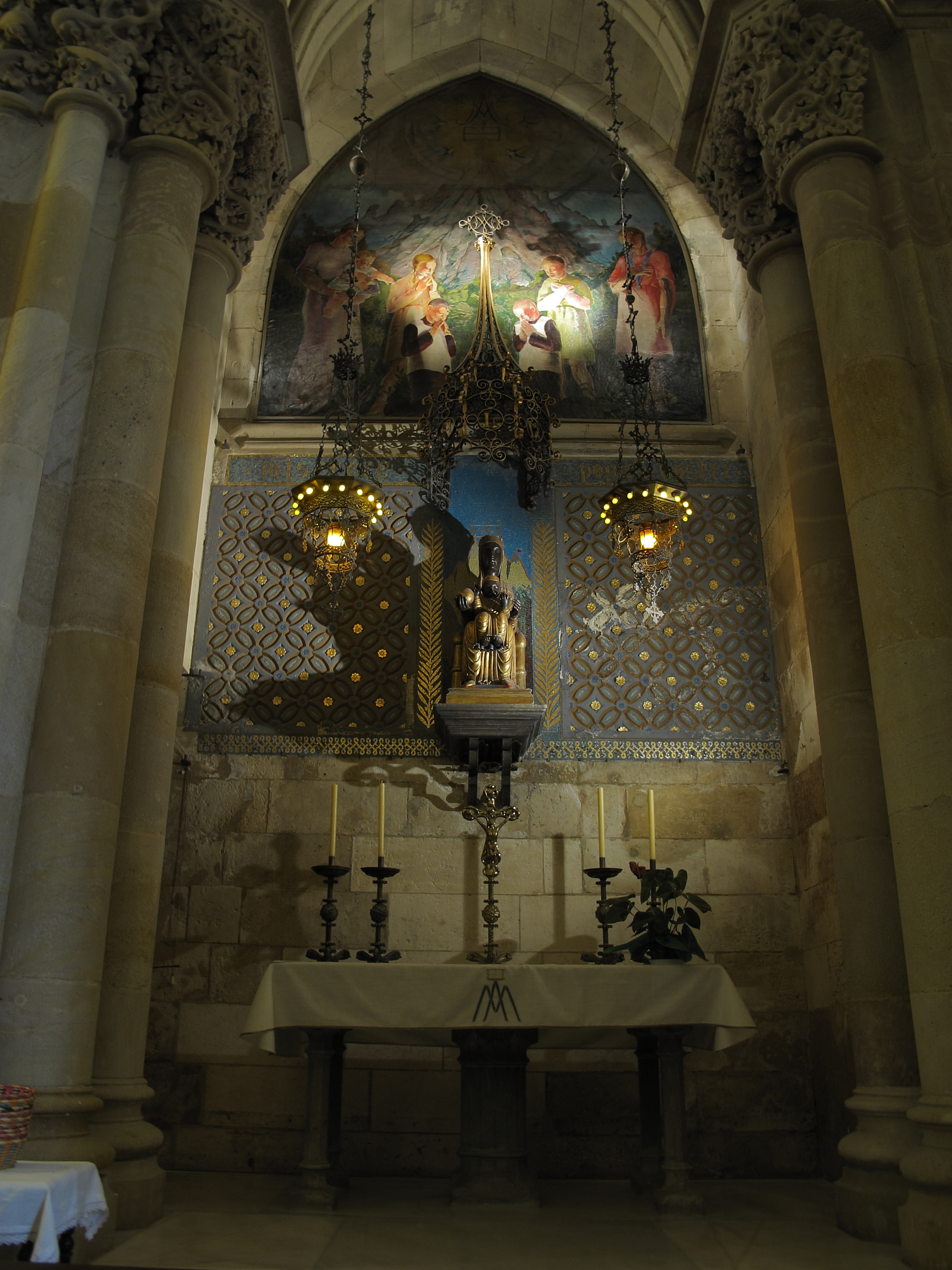
Die Kapelle der Hl. Jungfrau von Montserrat
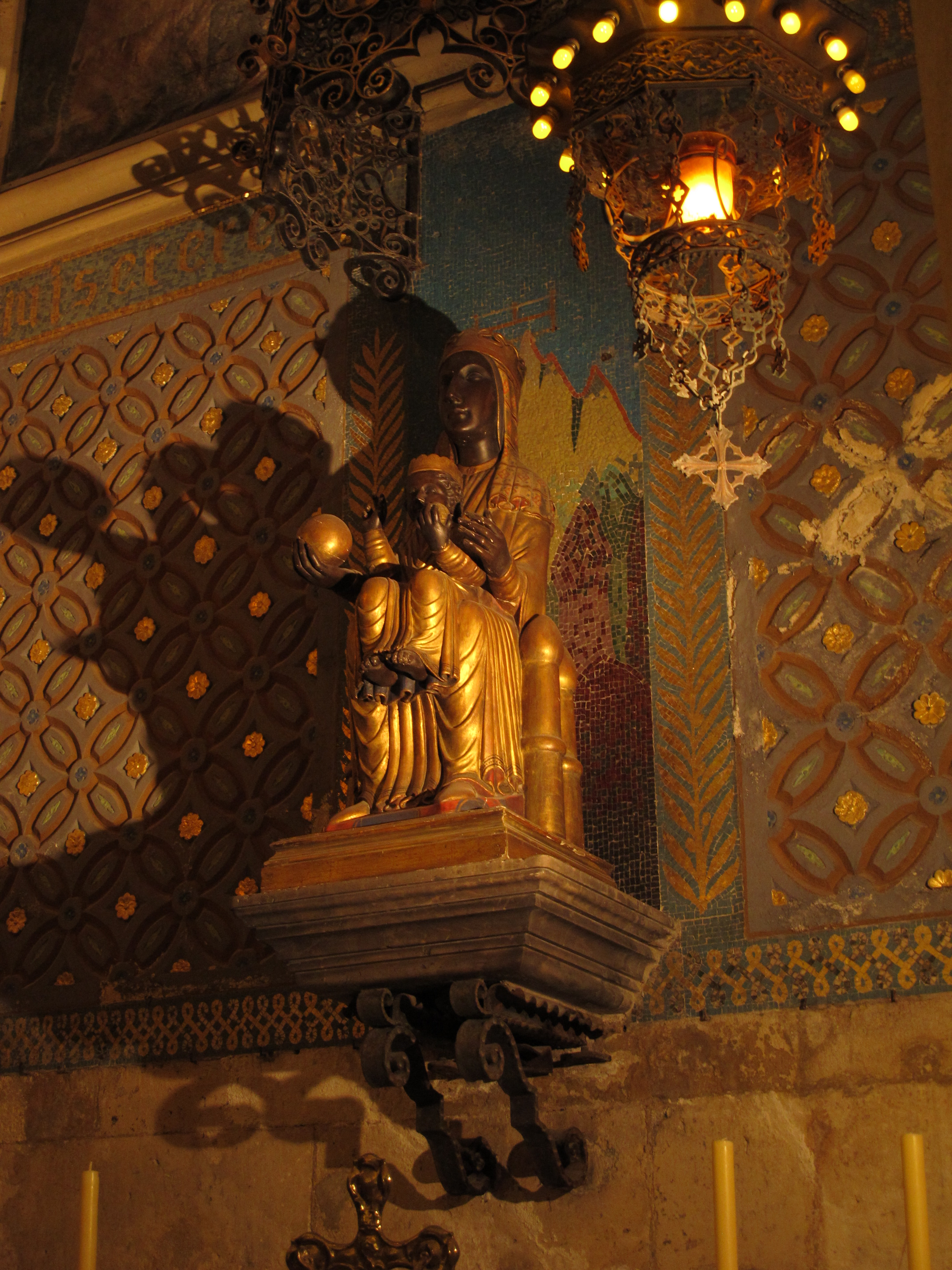
Figur der Hl. Jungfrau von Montserrat
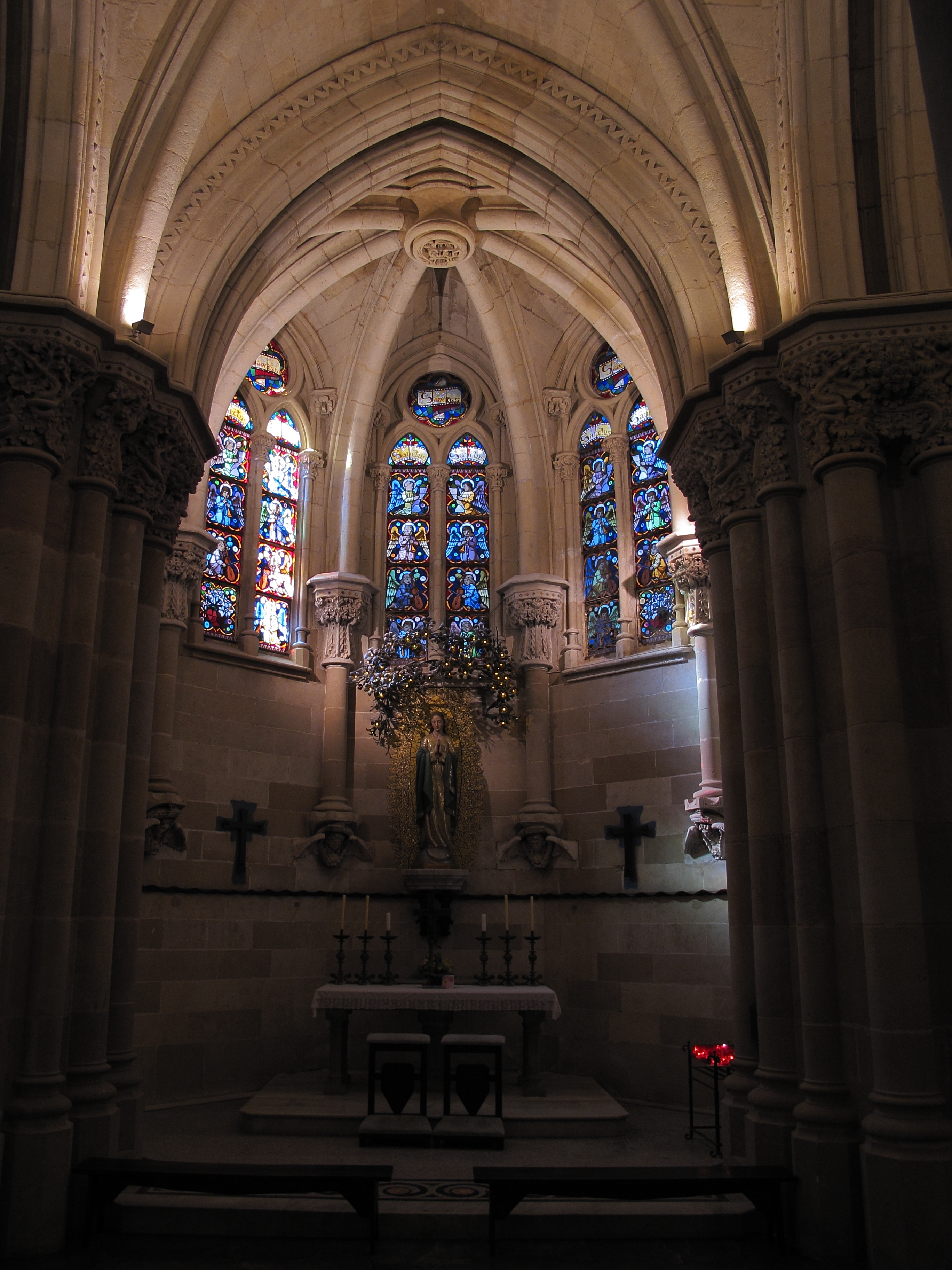
Einzelkapelle im Rundgang
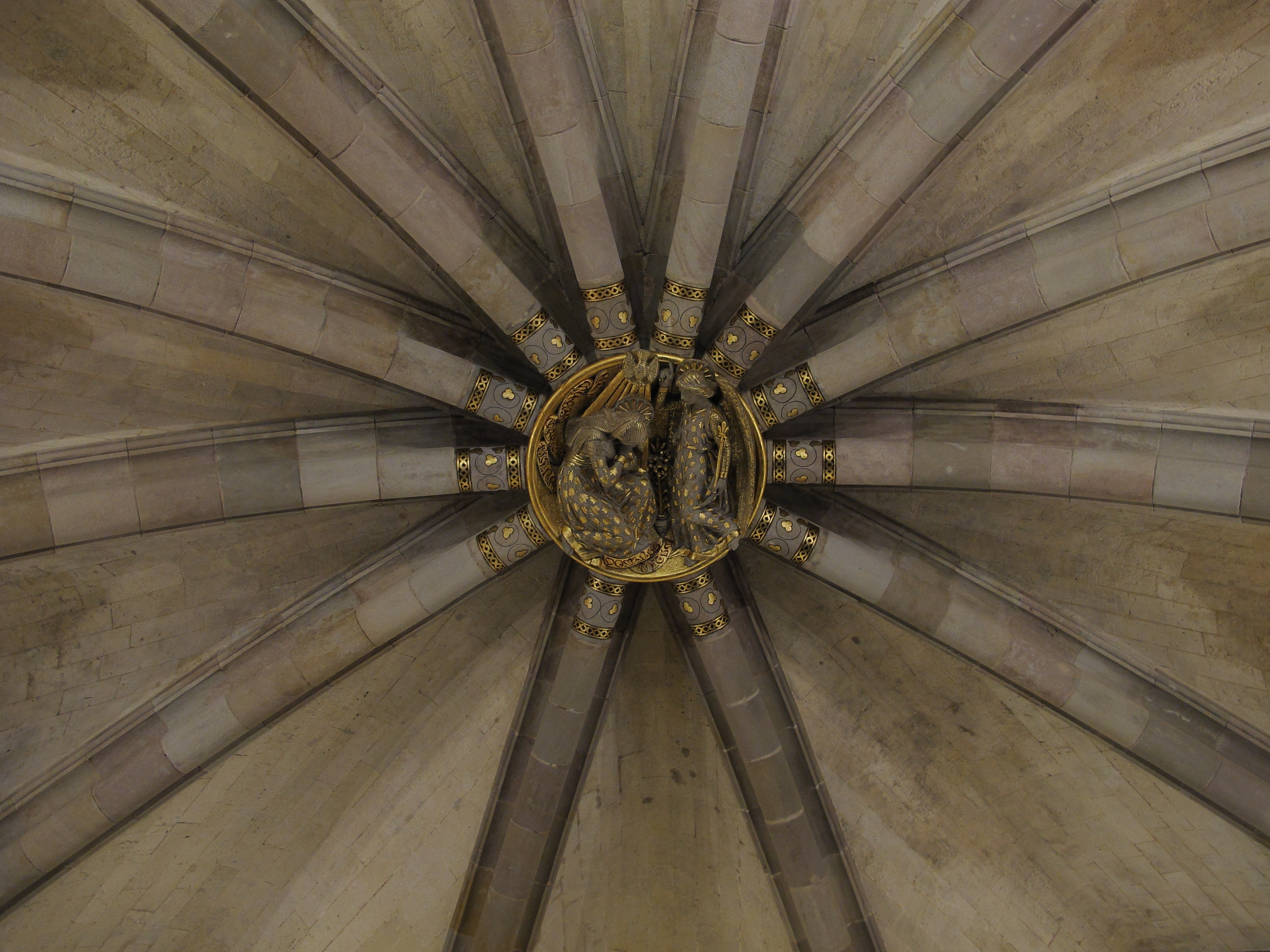
Gewölbe-Schlussstein mit der Verkündigung
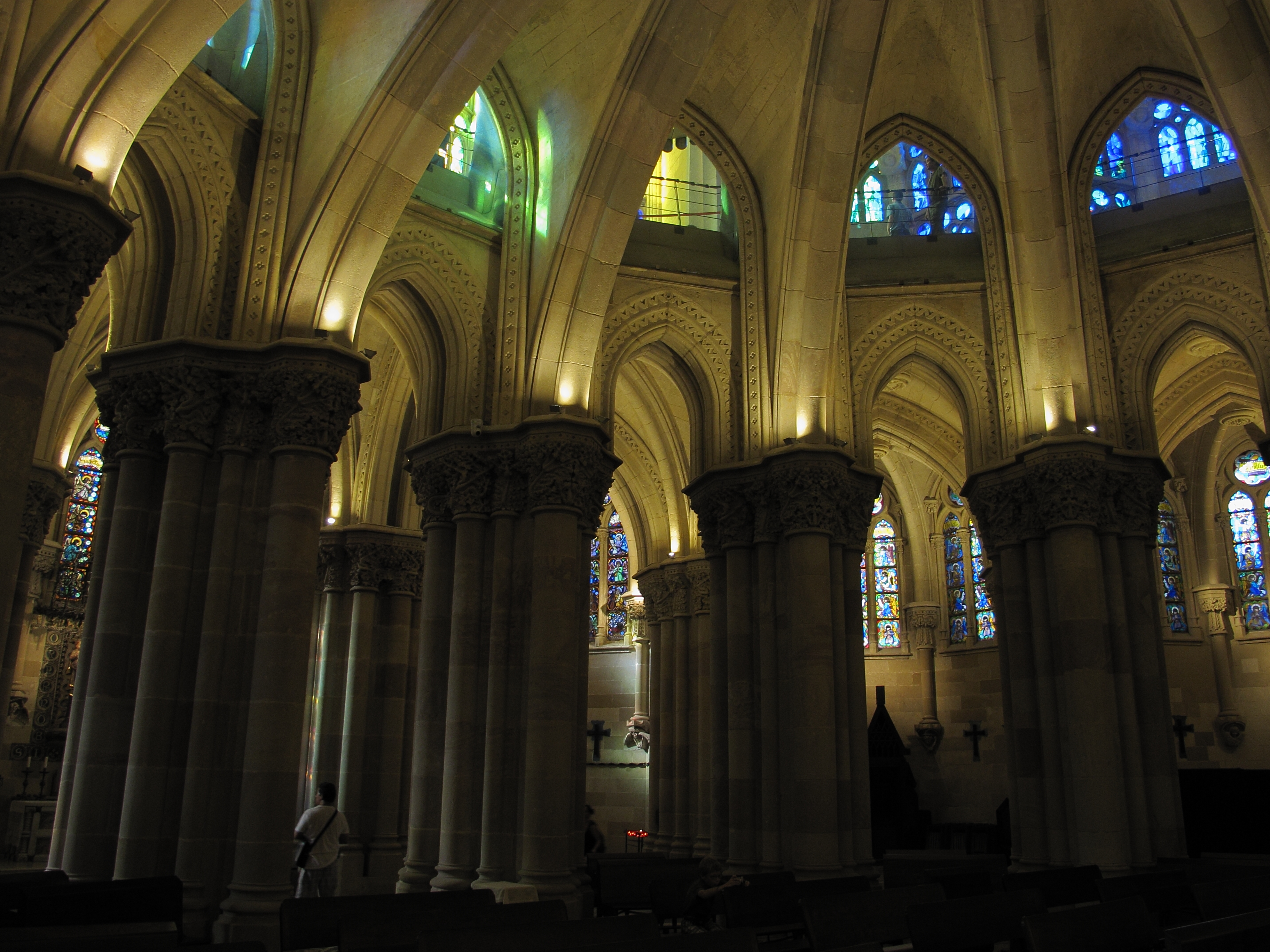
Rundgang mit sieben Einzelkapellen
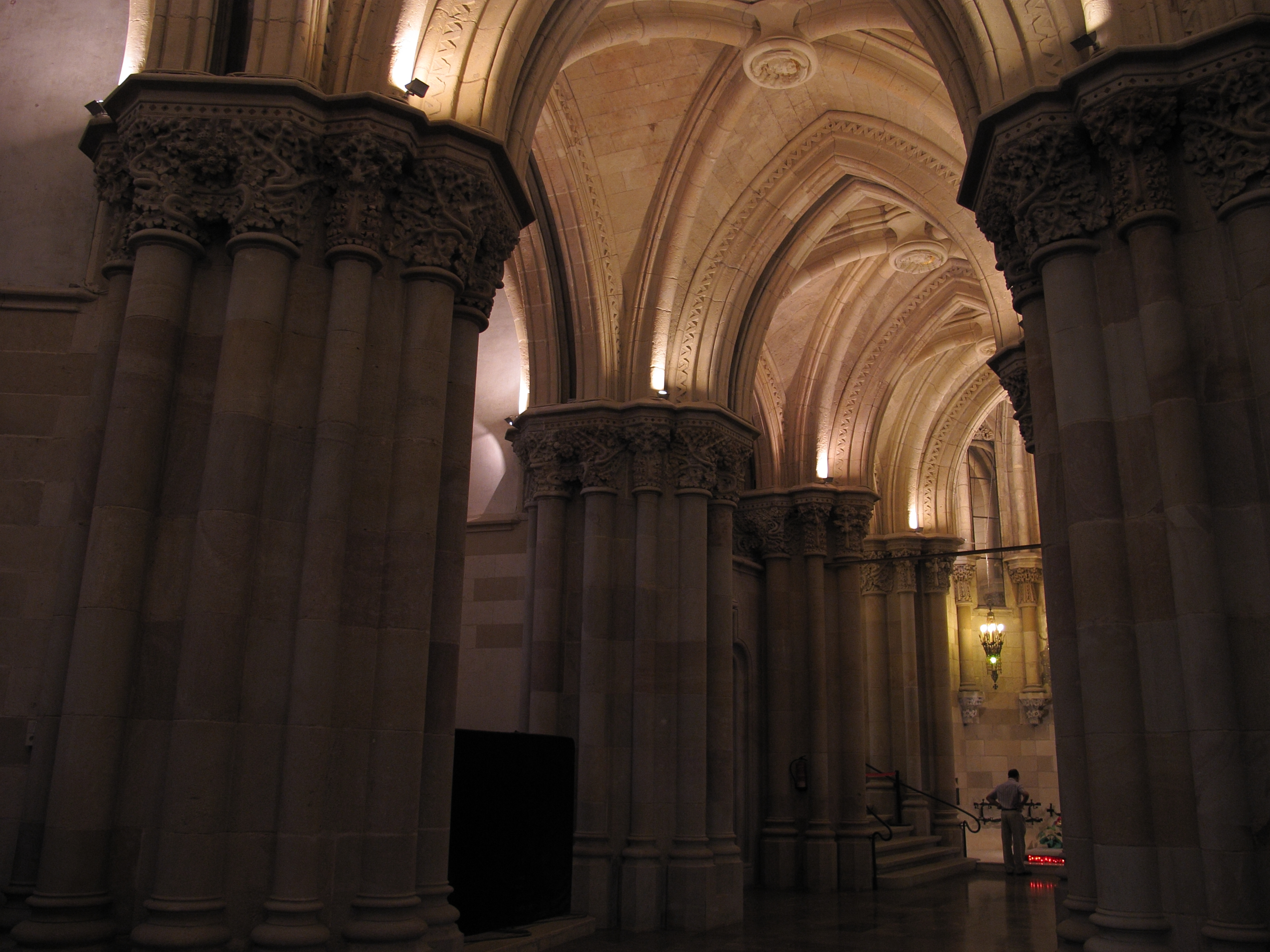
Rundgang mit Einzelkapellen
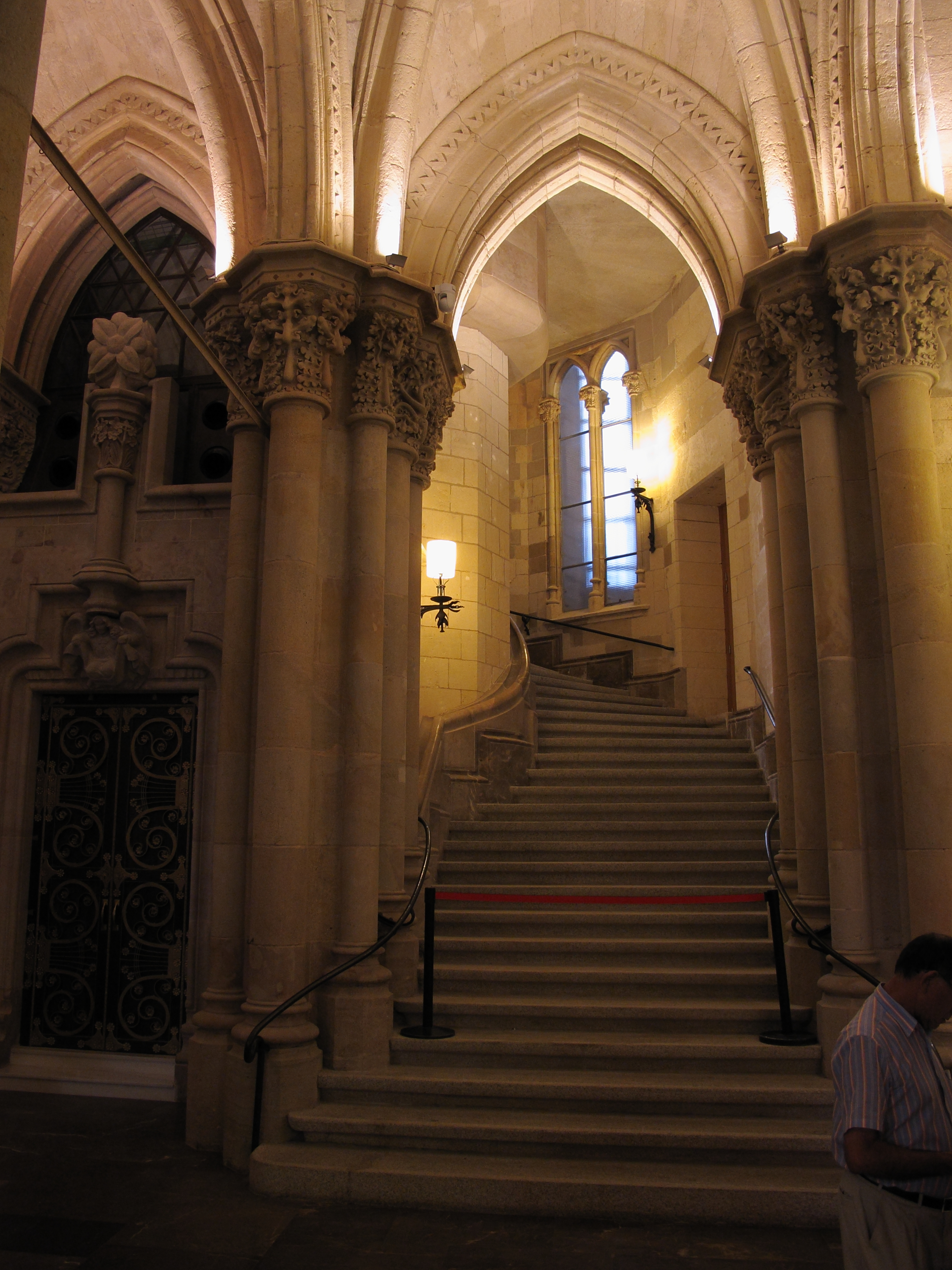
Treppenaufgang
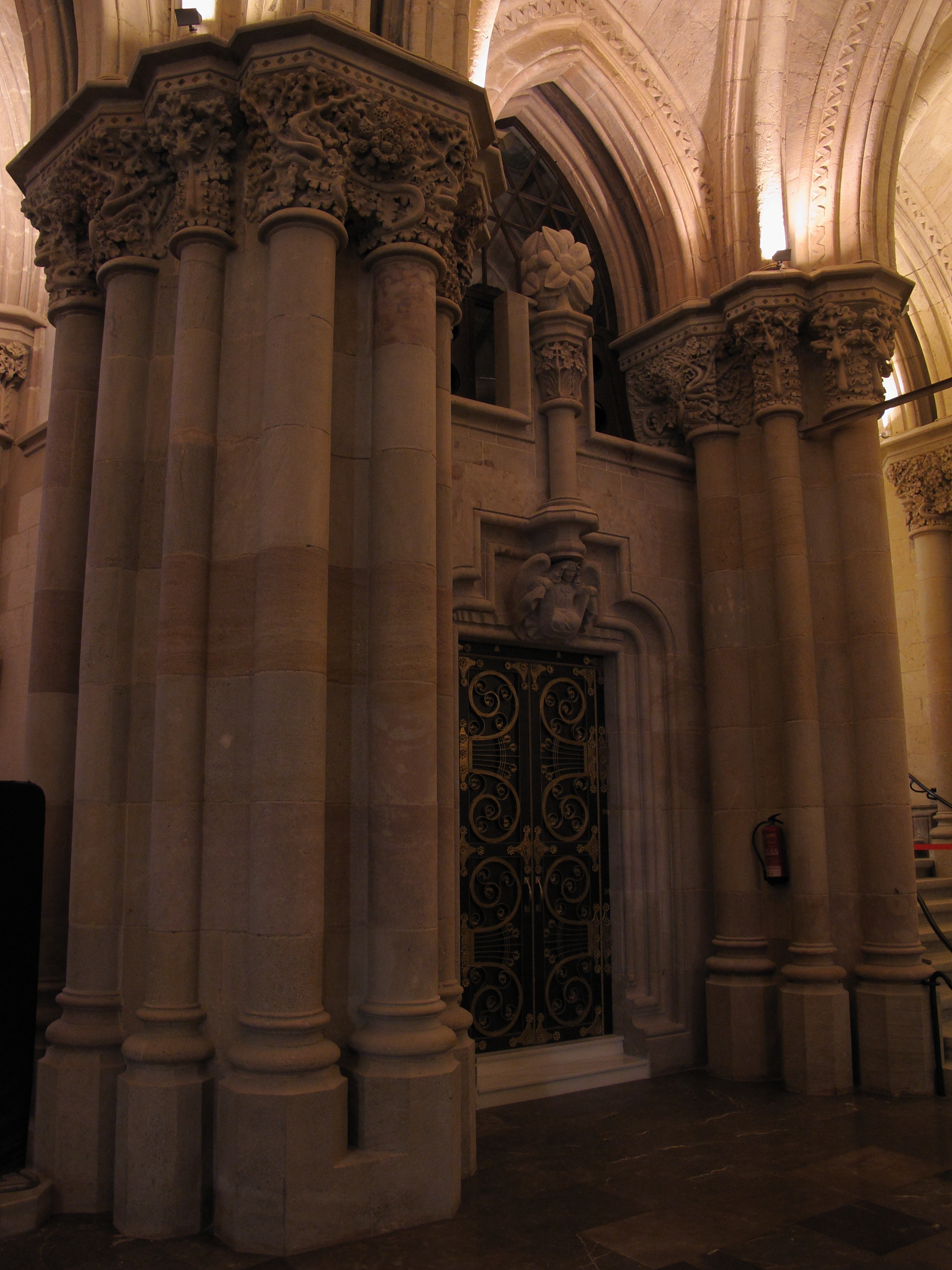
Tür

### Regelflächen

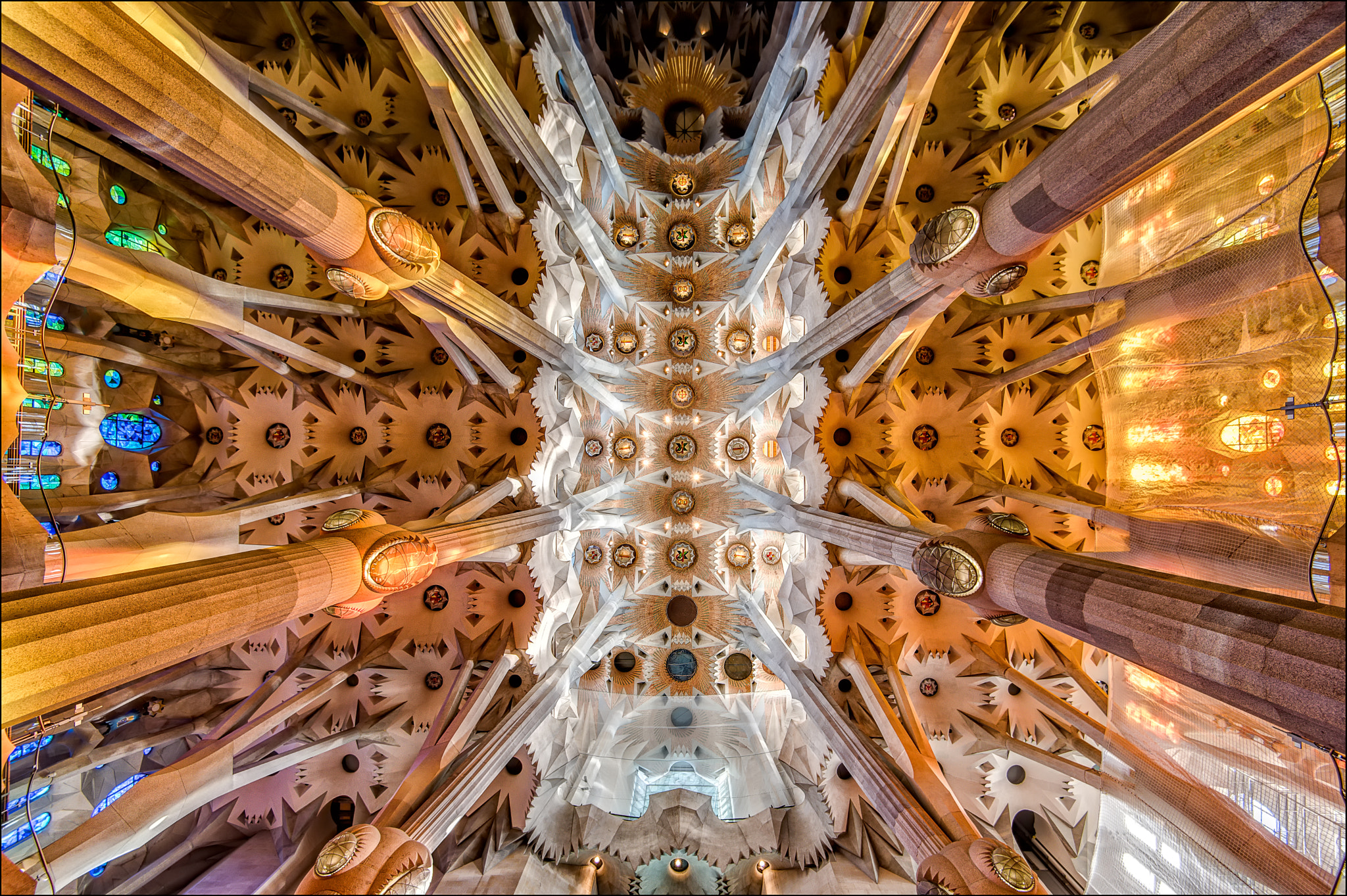
Decke der Basilika: komplexe Kombination verschiedener Regelflächen

Bei seinen Studien der Natur entdeckte Gaudí, dass viele in ihr zu findende Formen annähernd Regelflächen darstellen, also zweiseitig gekrümmte Flächen, die aus Geraden generiert werden. Da er die Natur als Lehrmeister ansah, begann er, mit der Verwendung von Regelflächen in der Architektur zu experimentieren. Der Entwurf zur Kirche der Colònia Güell diente ihm als Experimentierfeld. Die späten Entwürfe für die Sagrada Familia, vor allem der Innenraum und die Dachlandschaft, sind Kombinationen solcher Regelflächen:
Die Gewölbe bestehen aus großen Rotationshyperboloiden mit dazwischen eingefügten hyperbolischen Paraboloiden. Bei den Fenstern sind neben den kreisquerschnittigen Rotationshyperboloiden und hyperbolischen Paraboloiden auch elliptische Hyperboloide zu finden. Die Säulen werden aus der Überschneidung zweier gegensinnig gedrehter Wendelflächen generiert. Die Säulenknoten werden aus Ellipsoiden, die keine Regelflächen sind, gebildet. Die Wendeltreppen sind als Helikoide ausgeführt.
Die acht bestehenden Fassadentürme und auch die noch fehlenden vier an der Glorienfassade stammen aus einer älteren Entwurfsphase. Diese Türme haben die Form eines Rotationsparaboloids bzw. an der Passionsfassade eines elliptischen Paraboloids, die beide keine Regelflächen sind. Die sechs fehlenden Türme über der Vierung und der Apsis sollen aus Teilstücken von hyperbolischen Paraboloiden gebildet werden.
Gaudí war der erste Architekt, der diese für den Schalen-Betonbau wichtigen Formen in Architektur umgesetzt hat. Da für diese Art des Bauens die Verwendung industriell vorgefertigter Formen nicht möglich ist, sondern jeder Stein speziell angepasst werden muss, bleibt der Weiterbau aufwendig.

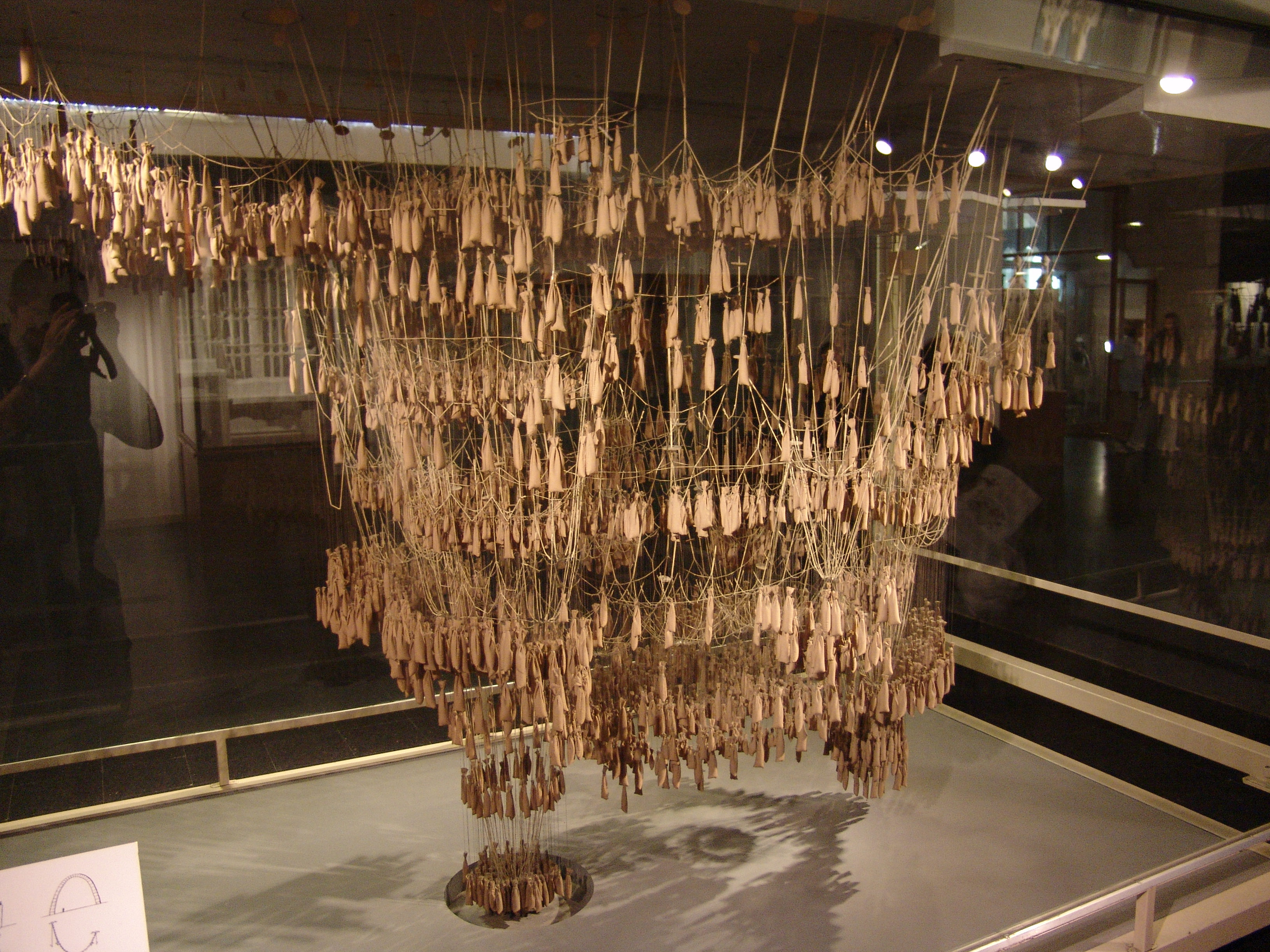
Rekonstruktion des hängenden Statikmodells für die projektierte Kirche der Colònia Güell

### Statik
Gaudí testete die Statik für die Sagrada Familia zunächst bei seinem Entwurf für die kleinere Kirche der Colònia Güell. Hier wandte Gaudí eine zum damaligen Zeitpunkt nicht mehr genutzte Technik an: Er fertigte das Tragwerk aus Schnüren und hängte das Bauwerk kopfüber auf. Weil die Schnüre biegeschlaff sind, wirkt in ihnen unter Eigengewicht kein Biegemoment. Das Modell unterschied sich vom Original durch die Richtung der Belastung und eignete sich darum zum Finden einer Form, die auf Druck und nicht auf Biegung beansprucht wird wie bei einer Ketten- und Stützlinie. So hat er es durch Längenanpassungen vermocht, die Pläne für ein ausgewogenes Bauwerk zu konstruieren. Diese Methode war in der Gotik bei der Konstruktion großer Bauwerke üblich. Obwohl die Experimente zur Colònia Güell positive Ergebnisse hervorgebracht hatten, griff Gaudí für die Ermittlung der Statik der Sagrada Familia auf grafische Methoden zurück. Die selbsttragenden Haupt- und Seitenschiffe benötigen im Gegensatz zur Gotik keine äußeren Stützpfeiler (Strebewerk) mehr.

## Orgeln

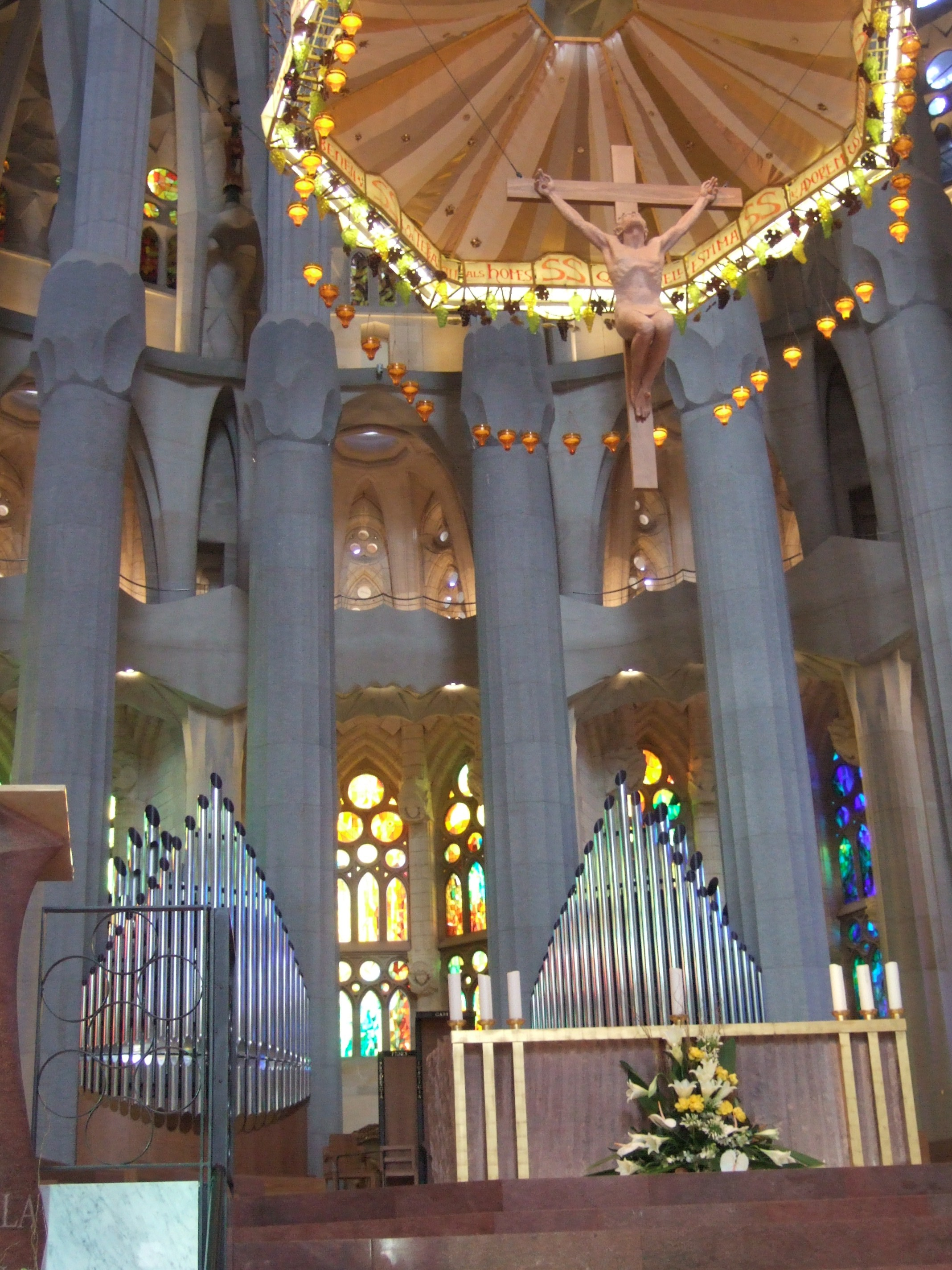
Altar mit Prospekt der Chororgel

Derzeit liegt noch keine endgültige Konzeption für eine Orgelanlage vor, die den enormen Dimensionen der Basilika gerecht wird und den Innenraum mit Klang füllen kann.

### Chororgel
Im Chorraum (Presbiterio) befindet sich aber bereits eine Chororgel, die von der Orgelbaufirma Blancafort Orgueners de Montserrat im Jahr 2010 errichtet wurde. Dieses Instrument hat 26 Register (1492 Pfeifen) auf zwei Manualen und Pedal und ist in zwei getrennten Orgelgehäusen untergebracht. Die Prospektgestaltung der zirka 8 Meter hohen und 3 Meter breiten Orgel lehnt sich an die Form- und Strukturgebung Gaudís an, der selbst keine Hinweise auf die Gestaltung einer Orgel hinterlassen hat. Der Spieltisch ist frei beweglich, die Spiel- und Registertrakturen sind elektrisch.
| Pedal C–f1 |               |     |
| 1.         | Contrabajo 00 | 16′ |
| 2.         | Subajo        | 16′ |
| 3.         | Contras       | 08′ |
| 4.         | Bajo          | 08′ |
| 5.         | Coral         | 04′ |
| 6.         | Fagot         | 16′ |

| I Organo Mayor C–g3 |                      |       |
| 7.                  | Flautado de cara     | 8′    |
| 8.                  | Flautado Armonica    | 8′    |
| 9.                  | Flautado Chimenea 00 | 8′    |
| 10.                 | Octava               | 4′    |
| 11.                 | Docena               | 4′    |
| 12.                 | Quincena             | 2′    |
| 13.                 | Decisetena           | 8′    |
| 14.                 | Corneta V            | 8′    |
| 15.                 | Lleno III-IV         | 1 ⁄3′ |
| 16.                 | Trompeta Real        | 8′    |

| II Expressivo C–g3 |                    |        |
| 17.                | Gran Principal     | 8′     |
| 18.                | Gamba              | 8′     |
| 19.                | Violon             | 8′     |
| 20.                | Voz Celeste        | 8′     |
| 21.                | Flautado Conica 00 | 4′     |
| 22.                | Tapadillo          | 4′     |
| 23.                | Nasardo 12a        | 2 ⁄3′  |
| 24.                | Flabiolet          | 2′     |
| 25.                | Nasardo 17a        | 1 3⁄5′ |
| 26.                | Oboe               | 8′     |

- Koppeln: II/I, I/P, II/P
- Spielhilfen: Elektronische Setzeranlage, Replay-System.

### Krypta-Orgel
In der Krypta stand bis 1936 eine Orgel, die 1926 von der Fábrica de Órganos Nuestra Señora de Montserrat erbaut worden war und zu Beginn des Bürgerkrieges zerstört wurde. Bis 2020 gab es in der Krypta kein Instrument mehr. Derzeit wird dort ein Instrument aufgestellt, welches 1896 von dem Orgelbauer Aristide Cavaillé-Coll erbaut worden war und bislang in einer Klosterkirche stand. Das romantisch gestimmte Instrument hat 13 Register auf zwei Manualwerken und Pedal.
| I Grand Orgue C–f1 |                  |     |
| 1.                 | Bourdon 00       | 16′ |
| 2.                 | Montre           | 08′ |
| 3.                 | Flûte harmonique | 08′ |
| 4.                 | Prestant         | 04′ |

| II Récit expressif C–g3 |                  |    |
| 05.                     | Viole de Gambe   | 8′ |
| 06.                     | Voix Céleste 000 | 8′ |
| 07.                     | Cor de Nuit      | 8′ |
| 08.                     | Flute Octaviant  | 4′ |
| 09.                     | Fagot-Hautbois   | 8′ |
| 10.                     | Trompette        | 8′ |

| Pédale C–f1 |             |     |
| 11.         | Soubasse 00 | 16′ |
| 12.         | Flûte       | 08′ |
| 13.         | Basson 00   | 16′ |

## Tourismus

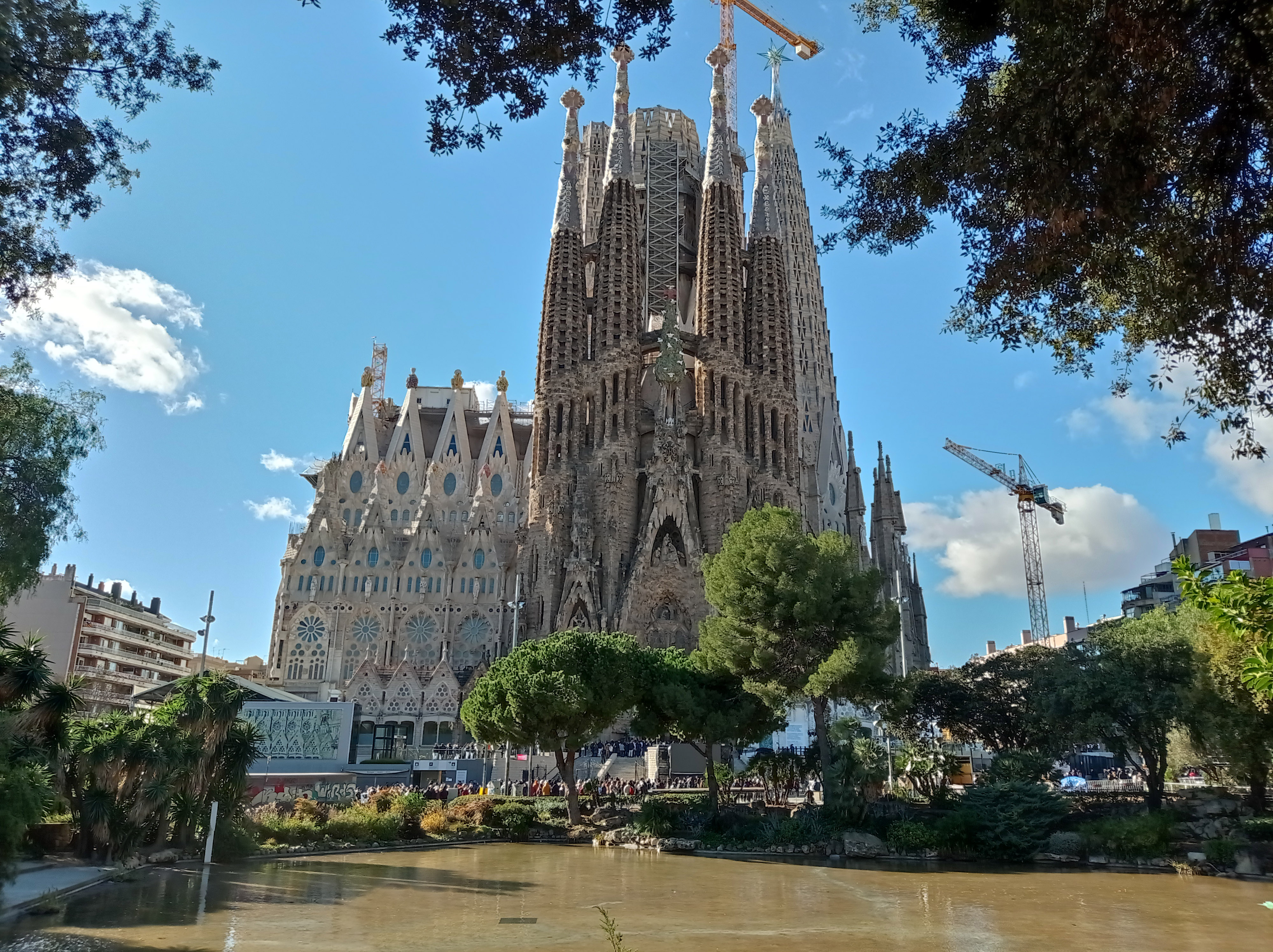
Sagrada Família, 2021

Der unvollendete Bau gehört zu den Sehenswürdigkeiten Barcelonas. Die Zeitung El Periódico de Catalunya berichtet, dass 2004 mehr als zwei Millionen Besucher das Bauwerk besichtigten, womit der Prado und die Alhambra übertroffen werden. Den Touristen stehen ein Teil des Innenraumes sowie die vollendeten Türme offen. Auf diese gelangt man mit zwei Aufzügen. Unter dem Querschiff befindet sich außerdem das Museu Gaudí. Zusätzlich werden vereinzelt Sinfoniekonzerte in der Kirche veranstaltet.
2022 hatte die Kirche knapp 3,8 Millionen Besucher angezogen. Das waren etwa drei Mal so viele wie im Vorjahr, als der Tourismus durch die Corona-Pandemie zusammengebrochen war.

## Filme
– chronologisch –
- Sagrada – El misteri de la creació (Alternativtitel: Sagrada – The Mystery Of Creation). Dokumentarfilm, Schweiz, 2012, 95 Min. (Kino), 53 Min. (Fernsehen), Buch und Regie: Stefan Haupt, Musik: Bachs h-Moll-Messe dirigiert von Jordi Savall, Produktion: Fontana Film, SRF, SRG SSR, Reihe: Sternstunde Kunst, Kinostart: 20. Dezember 2012 in Deutschland, Erstsendung: 26. Dezember 2013 bei SRF, Filmdaten von Swiss Films und Filmseite mit Vorschau. Der Film erhielt den Erasmus EuroMedia Award in Kultur und Ästhetik 2013.
- Der Gaudí-Code. Das Geheimnis der Sagrada Família. Dokumentarfilm, Deutschland, Österreich, 2015, 51:55 Min., Buch und Regie: Danielle Proskar, Kamera: Stephan Mussil, Produktion: epo-film, Prounen Film, LukiMedia, SR, tve, arte, Erstsendung: 14. März 2015 bei arte, Inhaltsangabe und Vorschau von Prounen Film.
- Mega-Bauten – Barcelonas Jahrtausend-Kathedrale. (OT: World's Biggest Church.) Dokumentarfilm, Großbritannien, 2017, 41:38 Min., Buch und Regie: Joby Lubman, Produktion: Windfall Films, Channel 4, Reihe: Mega-Bauten, Folge 7, (OT: Building Up Giants), deutsche Erstsendung: 19. Dezember 2017 bei n-tv, Inhaltsangabe bei Fernsehserien.de.
- Sagrada Familía. Antoni Gaudís Meisterwerk. (OT: Sagrada Familia, le défi de Gaudi.) Dokumentarfilm, Frankreich, 2022, 91:12 Min., Buch: Marie Thiry, Marc Jampolsky, Regie: Marc Jampolsky, Produktion: arte France, Gedeon Programmes, Curiosity Studios, NHK, Atomis Media, Musée d’Orsay, Histoire TV, Reihe: Bauwerke der Weltgeschichte, Erstsendung: 16. April 2022 bei arte.

## Verschiedenes
- Die britische Artrock-Gruppe The Alan Parsons Project besingt La Sagrada Familia in ihrem Album Gaudi aus dem Jahr 1987.
- In Dan Browns Roman Origin (2017) spielt die Basilika eine wichtige Rolle.